# Bozen

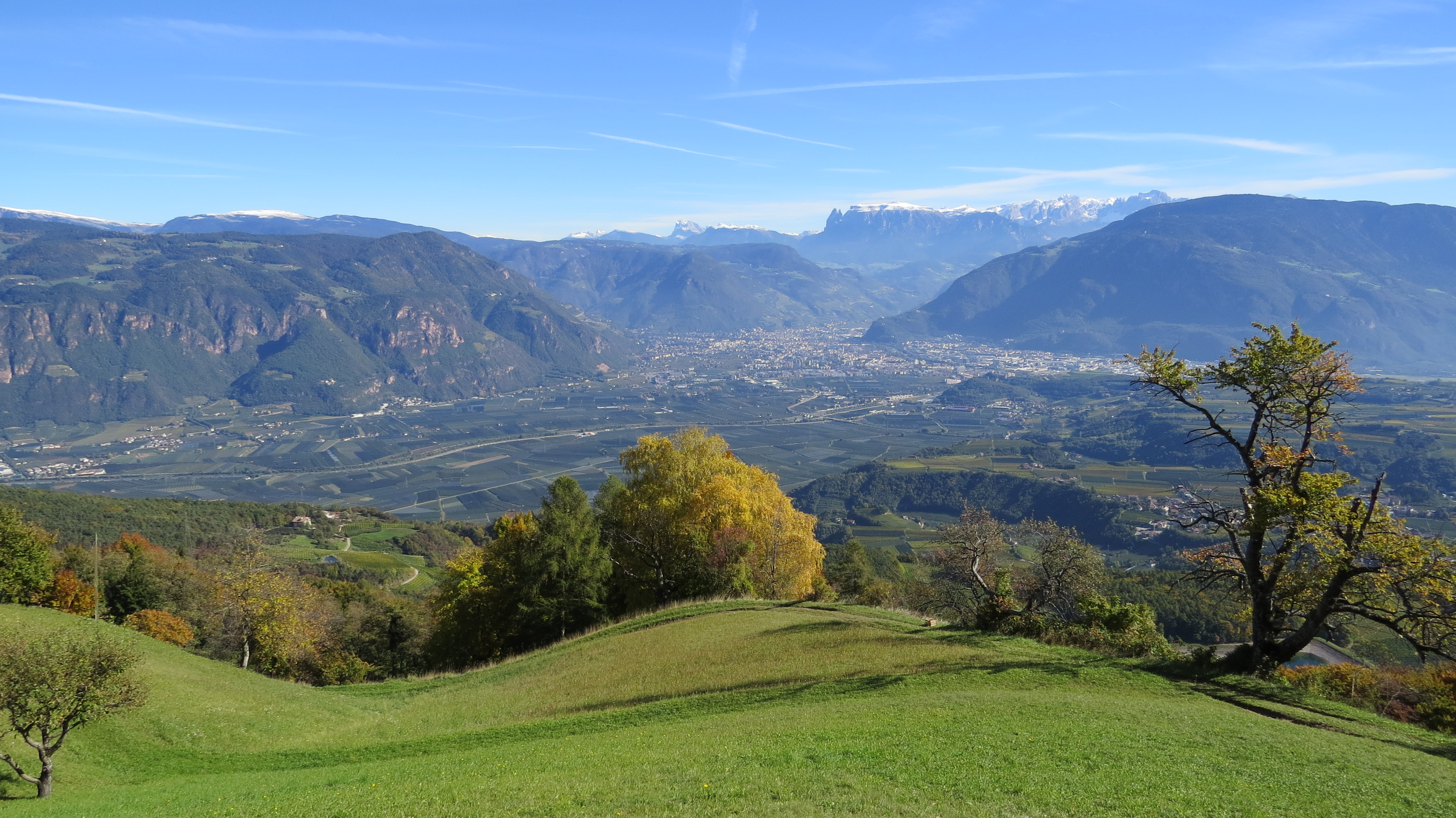
Bozen von Westen

Bozen (italienisch Bolzano, ladinisch Bulsan oder Balsan) ist die Landeshauptstadt Südtirols, einer autonomen Provinz in Italien, und als solche Sitz der Landesregierung sowie des Landtags. Seit 1948 ist die Stadt überregionaler Messestandort, seit 1964 Bischofssitz der neugeschaffenen Diözese Bozen-Brixen, seit 1997 mit der Freien Universität Bozen auch Universitätsstadt.
Bozen wird zu den großen städtischen Zentren im Alpenraum gerechnet und gilt auf Grund seiner Bikulturalität als wichtiger Begegnungsort zwischen dem deutsch- sowie dem italienischsprachigen Kultur- und Wirtschaftsraum. Mit 107.407 (2019) Einwohnern ist Bozen größte Stadt Südtirols und nach Innsbruck und Trient die drittgrößte Stadtgemeinde in der Europaregion Tirol–Südtirol–Trentino. In ihrem Ballungsraum leben rund 250.000 Menschen.

## Ortsnamen

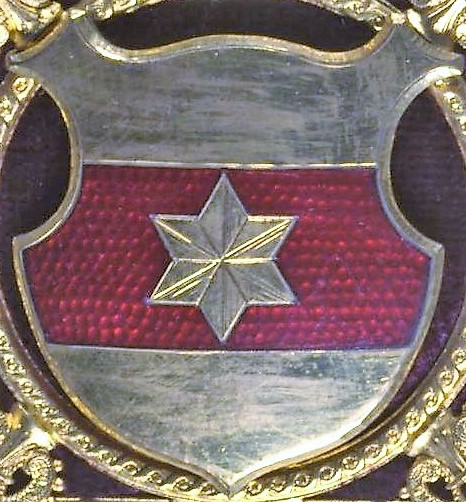
Bozner Stadtwappen im Jahr 1893

Die amtlichen Namen der Stadt sind das deutsche Bozen [ˈboˑtsn̩] und das italienische Bolzano [bolˈtsano]. Die ladinischen Varianten Bulsan [bʊlˈzaŋ] (Grödnerisch) oder Balsan (Gadertalisch) sind zwar ebenfalls in amtlichen Texten anzutreffen, genießen aber keinen offiziellen Status. In den deutschen Südtiroler Dialekten wird der Ortsname Bozen [poutsn̩] oder [pɔatsn̩] ausgesprochen.
Die Etymologie des Ortsnamens, in seiner ältesten Form als Bauzanum belegt, ist nicht geklärt. Die am häufigsten vertretene These nimmt an, dass sich der Siedlungsname aus dem Gentilnamen Baudius (oder Bautius) entwickelte, nämlich über eine angenommene Ausgangsform Baudianum (bzw. Bautianum) mit der Bedeutung „Siedlung des Baudius“.

## Geographie

### Lage

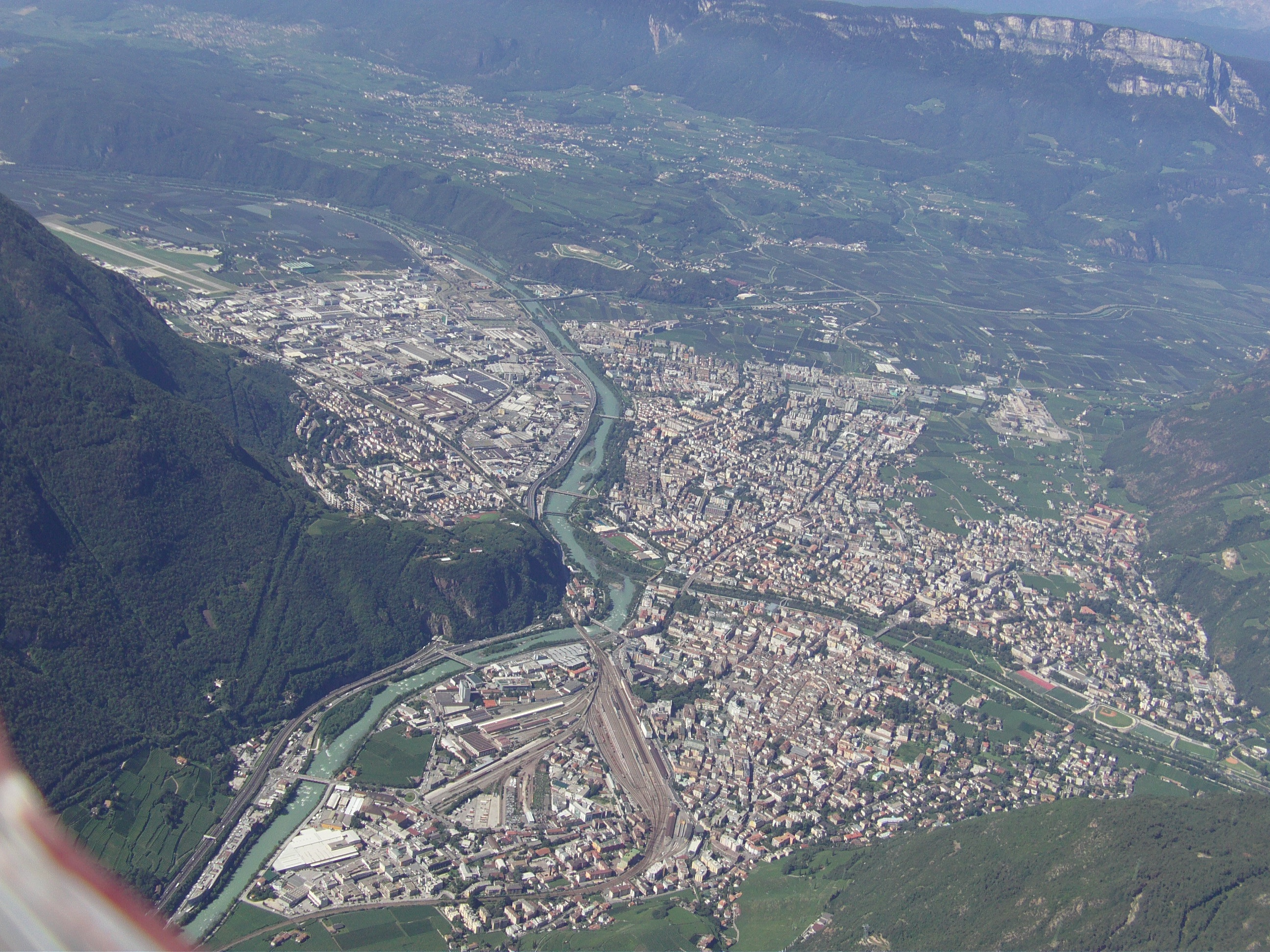
Luftbild von Bozen aus nordöstlicher Richtung

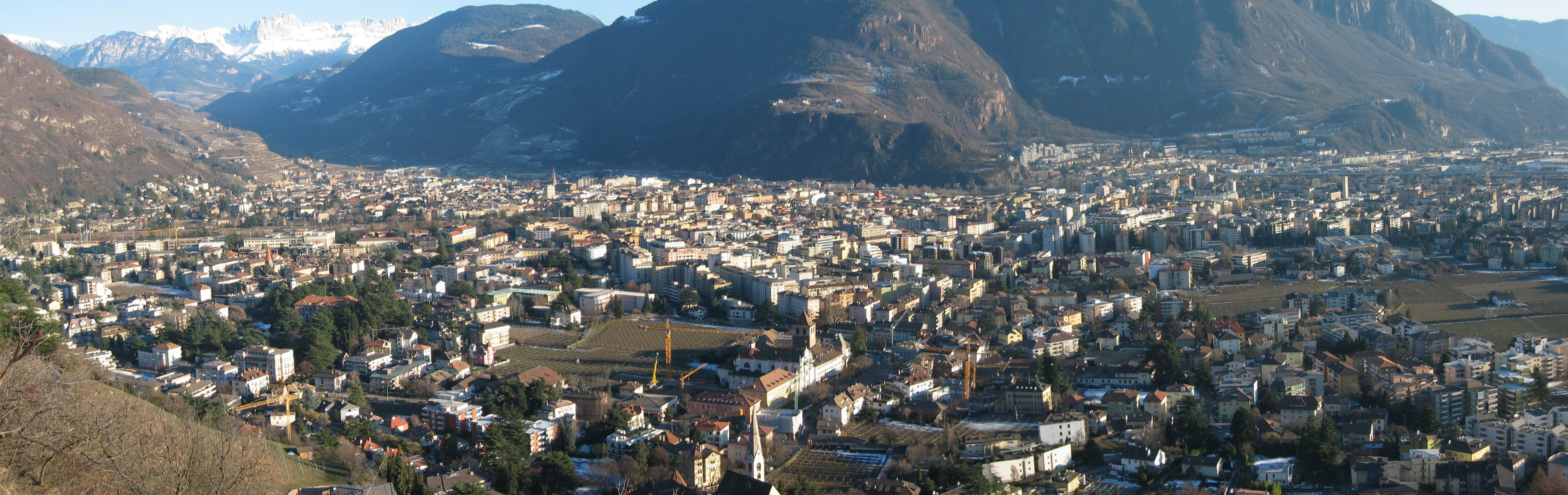
Bozen von Nordwesten gesehen

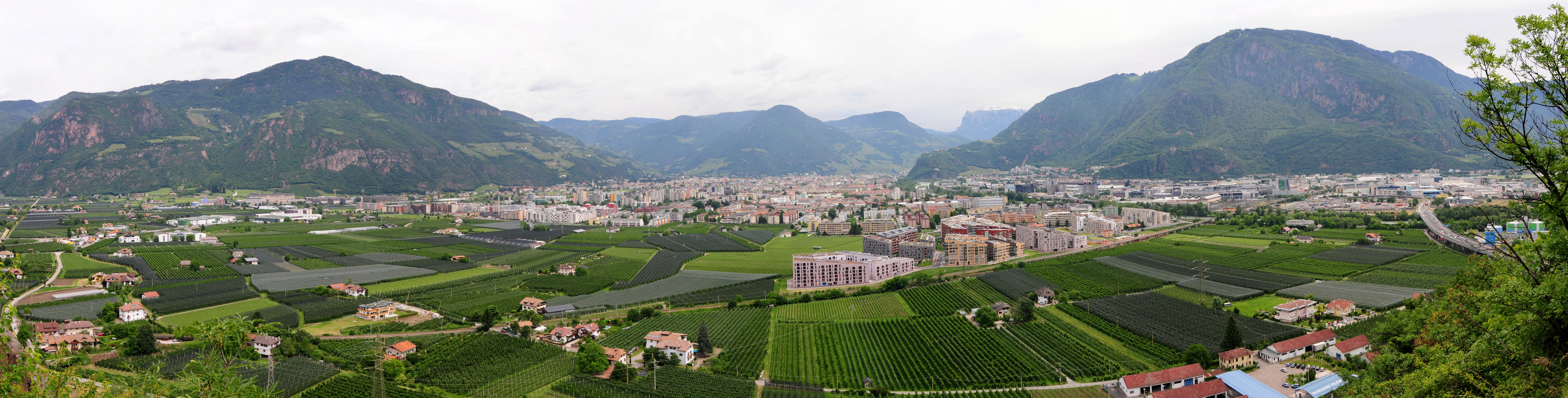
Blick Richtung Bozen aus südwestlicher Richtung von Schloss Sigmundskron

Das Stadtgebiet von Bozen liegt mitten in den Alpen zentral im Süden Südtirols und umfasst eine Fläche von 52,3 km², wovon lediglich 28 km² als permanenter Siedlungsraum genutzt werden. An dieser Siedlungsfläche hat die dichte städtische Bebauung den größten Anteil. Bozen liegt im Etschtal in einem Talkessel, der an drei Seiten von hohen Gebirgsgruppen eingerahmt wird: im Norden von den Sarntaler Alpen (Ritten und Tschögglberg), im Südosten von den Fleimstaler Alpen (Regglberg) und im Westen von der Nonsberggruppe (Mendelkamm). Im Bozner Talkessel trifft das Etschtal (von Nordwesten kommend und ab Bozen nach Süden streichend) auf das von Nordosten einmündende Eisacktal und das von Norden zulaufende Sarntal. Dementsprechend wird der Talkessel von den Flüssen Etsch, Eisack und Talfer durchflossen. An dieser Stelle gabeln sich die Alpentransversalen der oberen Etschtal- und der Eisacktalfurche, welche über historische Handelswege zum Reschen- und zum Brennerpass führen und damit die Stadt in den Mittelpunkt eines überregionalen Wegenetzes rücken. Bis 1911 beschränkte sich das Bozner Stadtgebiet auf eine vergleichsweise kleine Fläche östlich der Talfer, weshalb die Stadt von der einheimischen Bevölkerung bis heute auch als Talferstadt bezeichnet wird.
Die Altstadt liegt auf einer Höhe von 262 m s.l.m. Die höchste Erhebung des Bozner Stadtgebiets, der Titschen über Kohlern am Regglberg, liegt auf 1616 m s.l.m. Die niedrigste Stelle mit 232 m s.l.m. befindet sich am Etschufer an der Südgrenze der Stadt. Bozens Nachbargemeinden sind Leifers und Pfatten im Süden im Unterland, Eppan im Westen Richtung Überetsch und Terlan im Nordwesten im Etschtal; nordseitig grenzt Bozen am Tschögglberg bzw. Guntschnaberg an Jenesien und am Ritten an die gleichnamige Gemeinde Ritten; im Osten bilden im unteren Eisacktal zunächst der Eisack, im unteren Eggental dann der Eggentaler Bach die Grenze zu Karneid; im Südosten stößt Bozen auf dem Regglberg an die Gemeinde Deutschnofen. Die nächsten Großstädte sind Trient 51 km in südlicher und Innsbruck 85 km in nördlicher Richtung. Die Entfernung zur Hauptstadt Rom beträgt 520 km.

### Geologie
Das historische Stadtgebiet liegt auf einem Schwemmfächer der Talfer, während der Großteil des Etschtals im Bereich des Bozner Talkessels lange Zeit ein unbewohnbares und häufigen Überschwemmungen ausgesetztes Sumpfgebiet blieb. Der Untergrund des Talbodens besteht aus fluvialen Ablagerungen und ist reich an Grundwasser, dessen Wasserspiegel durchschnittlich bei zwei bis fünf Meter unter der Oberfläche liegt.
Lithostratographisch ist der Raum Bozen in die Etschtaler Vulkanit-Gruppe eingebettet, weshalb der Großteil der die Stadt umschließenden Bergketten (Regglberg, Ritten, Tschögglberg) aus Ignimbriten gebildet ist. Auch im Talkessel sind Schotter und Sande, die eine grobe Schichtung oder eine konkave Schrägschichtung aufweisen, die vorherrschenden Lithofazies. Die maximale Größe der Steine und Gerölle variiert zwischen 35 und 50 cm.
Im nordöstlichen Stadtgebiet bei St. Magdalena sowie im Süden bei der Haselburg sind aber auch Moränen und Schotterflächen erhalten, die sich in der Würm-Kaltzeit gebildet haben.

### Stadtgliederung
Bozen ist in fünf Stadtviertel gegliedert, die wiederum mehrere historische Viertel und ehemals selbständige Gemeinden umfassen. Die historische Stadtgemeinde Bozen beschränkte sich bis 1910 auf ein begrenztes Gebiet im Mündungszwickel zwischen Talfer und Eisack im Nordosten des Bozner Talkessels, wobei etwa 45 % der Gesamtbevölkerung im räumlich beengten Altstadtbereich wohnte. Dieses Gebiet ist im Stadtviertel Zentrum-Bozner Boden-Rentsch aufgegangen, welches innerhalb der gegenwärtigen Stadtgrenzen den Osten der Gemeinde einnimmt. Der Großteil dieses Viertels besteht aus Gebieten der früher selbstständigen Landgemeinde Zwölfmalgreien, die 1911 eingemeindet wurde. Ähnlich erging es der einstigen Landgemeinde Gries westlich der Talfer, welche 1925 Bozen einverleibt wurde und die dem heutigen Stadtviertel Gries-Quirein im Norden des Stadtgebiets seinen Namen gab. Sowohl Zwölfmalgreien als auch Gries sind bis in die Gegenwart aber eigene Katastralgemeinden geblieben.
Geographisch im Zentrum des heutigen Stadtgebiets von Bozen liegt Europa-Neustift, das kleinste unter den Bozner Stadtvierteln. Westlich davon erstreckt sich das Stadtviertel Don Bosco, welches ebenso wie Europa-Neustift im Gebiet der alten Gemeinde Gries entstanden ist und auch auf das orographisch rechte Ufer der Etsch mit dem Nordende des Mitterbergs übergreift. Auf der orographisch linken Seite des Eisack vom Virgl Richtung Süden breitet sich schließlich das Stadtviertel Oberau-Haslach aus, das früher zur Gemeinde Zwölfmalgreien gehörte und die Ortsteile Haslach, Oberau sowie St. Jakob-Unterau mit dem so genannten „Grutzen“ umfasst.

### Flächennutzung
Das Bozner Stadtgebiet besteht zu knapp drei Viertel aus unbebauter Fläche, von der aber mehr als ein Drittel landwirtschaftlich genutzt wird. Als Baufläche, die in mehrere Nutzungs- bzw. Bebauungsarten unterteilt ist, werden derzeit 1320,9 ha verwendet. Im Stadtkern ist die Bebauung sehr dicht. Die älteren Siedlungsgebiete im Altstadtzentrum und Zwölfmalgreien sind durch enge Straßenzüge und hohe Altbauten geprägt, während sich im alten Gries besonders nach Westen hin eine ländliche Struktur erhalten hat. Im Quireiner Teil des Viertels hingegen beherrschen Monumentbauten und Machtsymbole des italienischen Faschismus sowie Wohnblöcke und monumentale Laubengänge, welche die rationalistische Strömung innerhalb der italienischen Architektur der 1920er- und 1930er-Jahre vertreten, das Bild. Ein ähnlicher Stil ist vereinzelt auch im Viertel Europa-Neustift anzutreffen. In den Vierteln Oberau-Haslach und Don Bosco hingegen tauchen vermehrt Hochhaussiedlungen der Nachkriegsmoderne auf. Im Süden befindet sich das ausgedehnte Industriegebiet Bozen, welches 1935 angelegt worden ist, um den Zuzug italienischer Arbeiter aus dem Süden zu fördern. Eisackaufwärts zwischen Brennerautobahn und Bahnhofsareal liegt im Ortsteil Bozner Boden ein weiteres Gewerbegebiet, in dem auch ein Zollhof untergebracht ist. Wasserflächen machen weniger als 3 % aus, da es auf dem Stadtgebiet keine Seen gibt und die fließenden Gewässer allesamt in schmale Flussbetten gedrängt sind.
| Nutzungsart                                     | Fläche in ha | Prozent  |
| ----------------------------------------------- | ------------ | -------- |
| Wohnbauflächen                                  | 0.610,14     | 011,66 % |
| Industrie- und Gewerbeflächen                   | 0.341,67     | 006,53 % |
| Öffentliche Einrichtungen (inkl. Friedhof)      | 0.172,94     | 003,30 % |
| Militärflächen                                  | 0.014,98     | 000,29 % |
| Straßenverkehr                                  | 0.092,41     | 001,77 % |
| Flächen für Bahnanlagen                         | 0.042,60     | 000,81 % |
| Flughafen, Lifte, Seilbahnen und Zubehörflächen | 0.029,43     | 000,56 % |
| Deponien, Abraumhalden und Entsorgungsanlagen   | 0.016,72     | 000,32 % |
| Landwirtschaftlich genutzte Flächen             | 1.431,89     | 027,36 % |
| Grün- und Freiflächen (inkl. Wald)              | 2.335,77     | 044,63 % |
| Feucht- und Wasserflächen                       | 0.139,75     | 002,67 % |
| Sonstige oder nicht klassifizierbare Flächen    | 0.005,70     | 000,10 % |
| Gesamt                                          | 5.234,00     | 100,00 % |

### Klima
Die durchschnittliche Tageshöchsttemperatur in den Sommermonaten liegt zwischen 28 und 31 °C, die durchschnittlichen nächtlichen Tiefstwerte in den Wintermonaten bei −1 bis −3 °C. Die durchschnittliche Lufttemperatur in Bozen beträgt 13 °C, der jährliche Niederschlag 735,4 mm. Im Schnitt ergibt sich die höchste Niederschlagsmenge im August mit 88,1 mm, während der Februar mit 19,9 mm der trockenste Monat ist. Der Juli weist mit rund siebeneinhalb Stunden täglich die längste Sonnenscheindauer auf. Der Dezember bringt es durchschnittlich immerhin noch auf drei Stunden pro Tag.
Das Stadtklima von Bozen wird sowohl durch die Kessellage als auch durch die dichte Bebauung beeinflusst. So steigen während der wärmeren Jahreszeit Wärmebelastung und Schwüle, da der Luftaustausch im Stadtkern stark eingeschränkt ist. Problematisch ist vor allem die Luftverschmutzung im Stadtgebiet, die gegenwärtig am meisten auf den innerstädtischen Autobahnverkehr (in der Vergangenheit auch auf die Industrie) zurückzuführen ist. So ist die Belastung durch die klassischen Schadstoffe Schwefeldioxid, Kohlenmonoxid, Benzol und die Schwermetalle spätestens seit der Jahrtausendwende im Rahmen aller Grenzwertvorgaben. In Sachen Feinstaub lässt sich zwar für den Zeitraum zwischen 2000 und 2009 eine Halbierung der Belastung feststellen, allerdings überschreiten die Werte nach wie vor die Jahresmittel-Richtlinien der WHO von 20 µg/m³ für PM10 und 10 µg/m³ für PM2,5 Partikel. Hinsichtlich der Stickstoffoxide (NO, NO2) ist die Situation bereits seit einigen Jahren unverändert. In der Stadt Bozen werden immer noch Überschreitungen des Jahresmittelgrenzwertes von 40 μg/m³ gemessen. Besonders problematisch sind schließlich auch die hohen Ozon-Werte in höheren Lagen, da es hier bisweilen auch an Lösungsansätzen fehlt, zumal lokale Maßnahmen allein kaum Wirksamkeit zeigen würden.
|                        | Jan  | Feb  | Mär  | Apr  | Mai  | Jun  | Jul  | Aug  | Sep  | Okt  | Nov  | Dez  |   |       |
| Mittl. Temperatur (°C) | 1,8  | 4,6  | 9,8  | 13,7 | 18,0 | 21,8 | 23,7 | 23,3 | 18,6 | 13,0 | 6,7  | 2,1  | ⌀ | 13,1  |
| Mittl. Tagesmax. (°C)  | 6,8  | 10,3 | 16,0 | 19,9 | 24,3 | 28,4 | 30,5 | 30,0 | 24,6 | 18,3 | 11,4 | 6,7  | ⌀ | 19    |
| Mittl. Tagesmin. (°C)  | −3,2 | −1,2 | 3,5  | 7,5  | 11,7 | 15,3 | 16,8 | 16,7 | 12,5 | 7,7  | 2,0  | −2,6 | ⌀ | 7,3   |
|                        |      |      |      |      |      |      |      |      |      |      |      |      |   |       |
| Niederschlag (mm)      | 25,0 | 19,9 | 34,5 | 50,1 | 71,6 | 86,6 | 86,8 | 88,1 | 70,0 | 82,3 | 80,6 | 39,9 | Σ | 735,4 |
|                        |      |      |      |      |      |      |      |      |      |      |      |      |   |       |
| Regentage (d)          | 3    | 3    | 5    | 7    | 9    | 9    | 9    | 9    | 7    | 7    | 7    | 4    | Σ | 79    |

| −3,2 |

| −1,2 |

| 3,5 |

| 7,5 |

| 11,7 |

| 15,3 |

| 16,8 |

| 16,7 |

| 12,5 |

| 7,7 |

| 2,0 |

| −2,6 |

| −3,2 |

| −1,2 |

| 3,5 |

| 7,5 |

| 11,7 |

| 15,3 |

| 16,8 |

| 16,7 |

| 12,5 |

| 7,7 |

| 2,0 |

| −2,6 |

| N i e d e r s c h l a g | 25,0 | 19,9 | 34,5 | 50,1 | 71,6 | 86,6 | 86,8 | 88,1 | 70,0 | 82,3 | 80,6 | 39,9 |
|                         | Jan  | Feb  | Mär  | Apr  | Mai  | Jun  | Jul  | Aug  | Sep  | Okt  | Nov  | Dez  |

## Geschichte
Siehe auch: Bozner Bürgerbuch, Bozner Chronik, Bozner Stadtbuch, Bozner Stadtrecht und Urbar der Marienpfarrkirche Bozen von 1453–1460

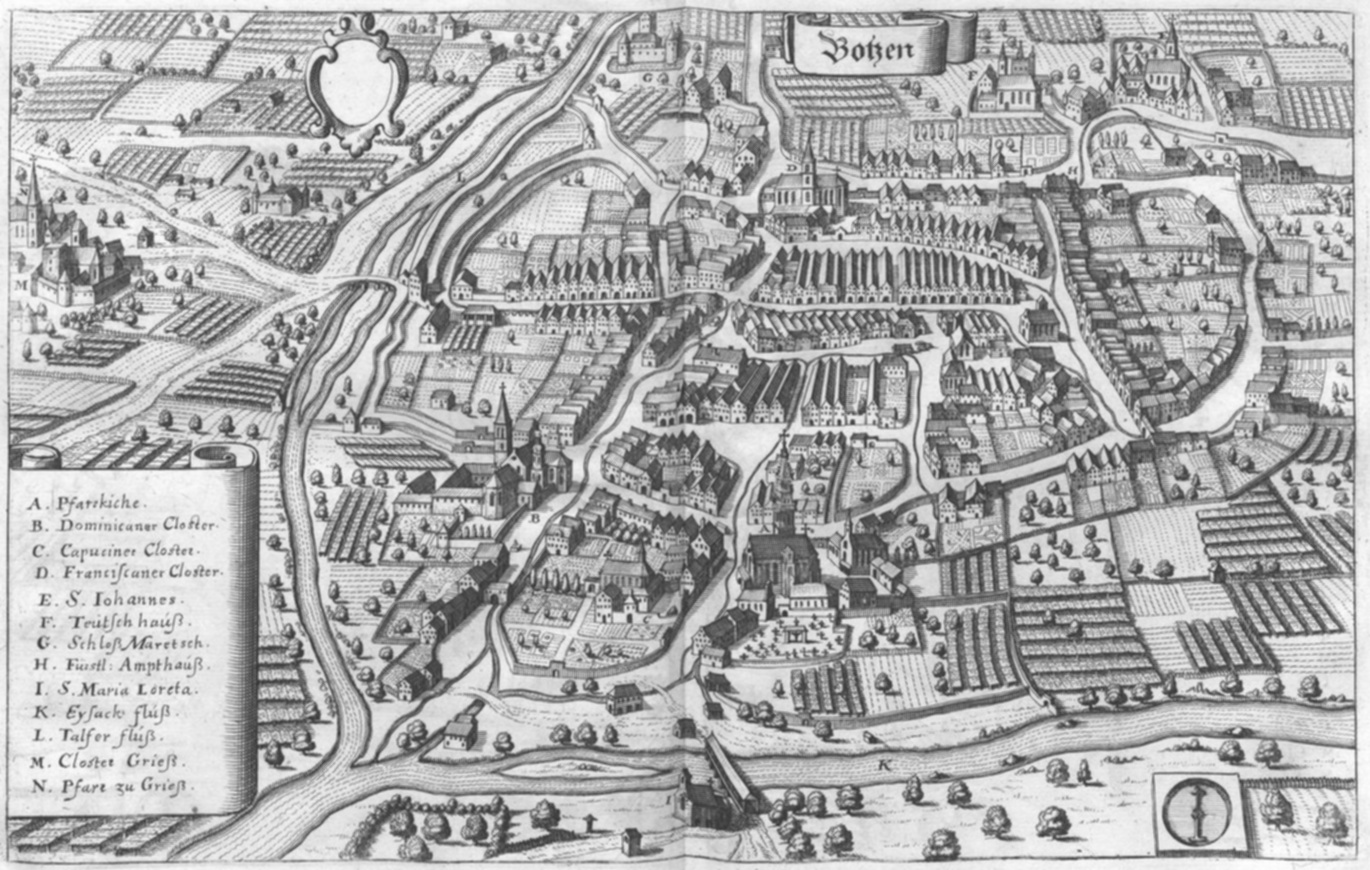
Bozens Stadtansicht von 1649 aus der Topographia Provinciarum Austriacarum (3. Aufl., 1679) von Matthäus Merian

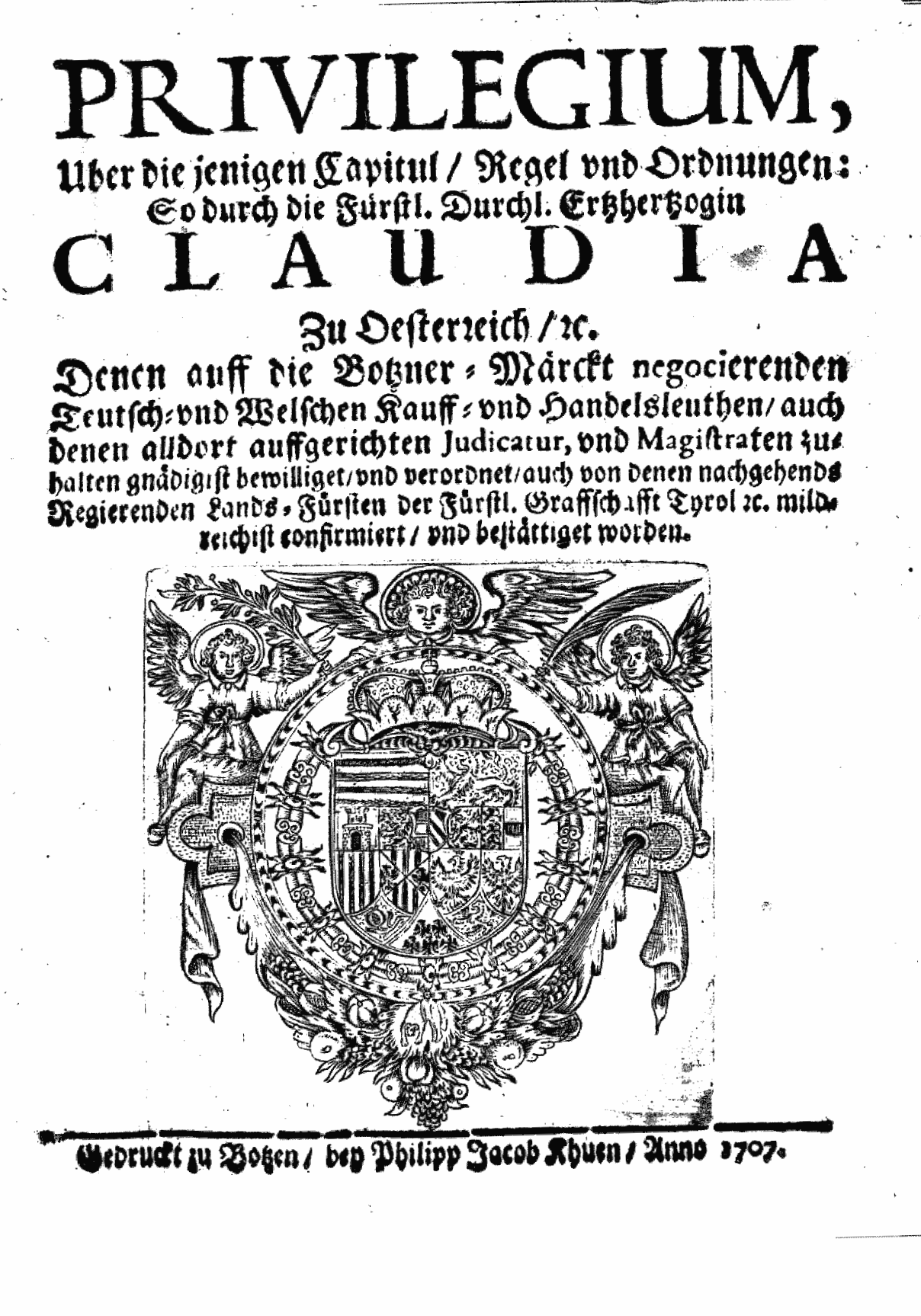
Frontispiz der Bozner Marktprivilegien Erzherzogin Claudia de’ Medicis von Österreich-Tirol in einer Edition von 1707

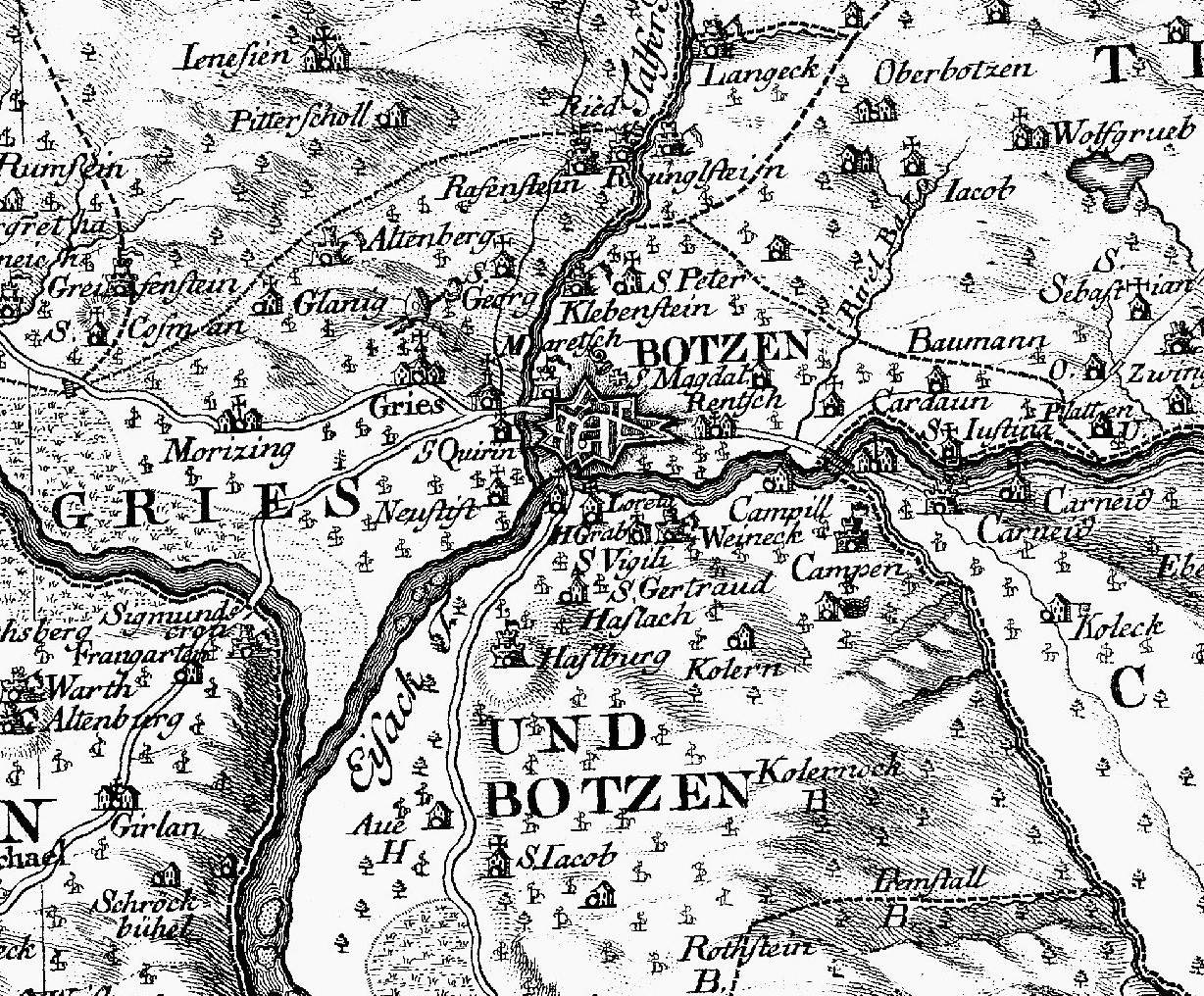
Der verdichtete Bozner Zentralraum im Atlas Tyrolensis von 1774

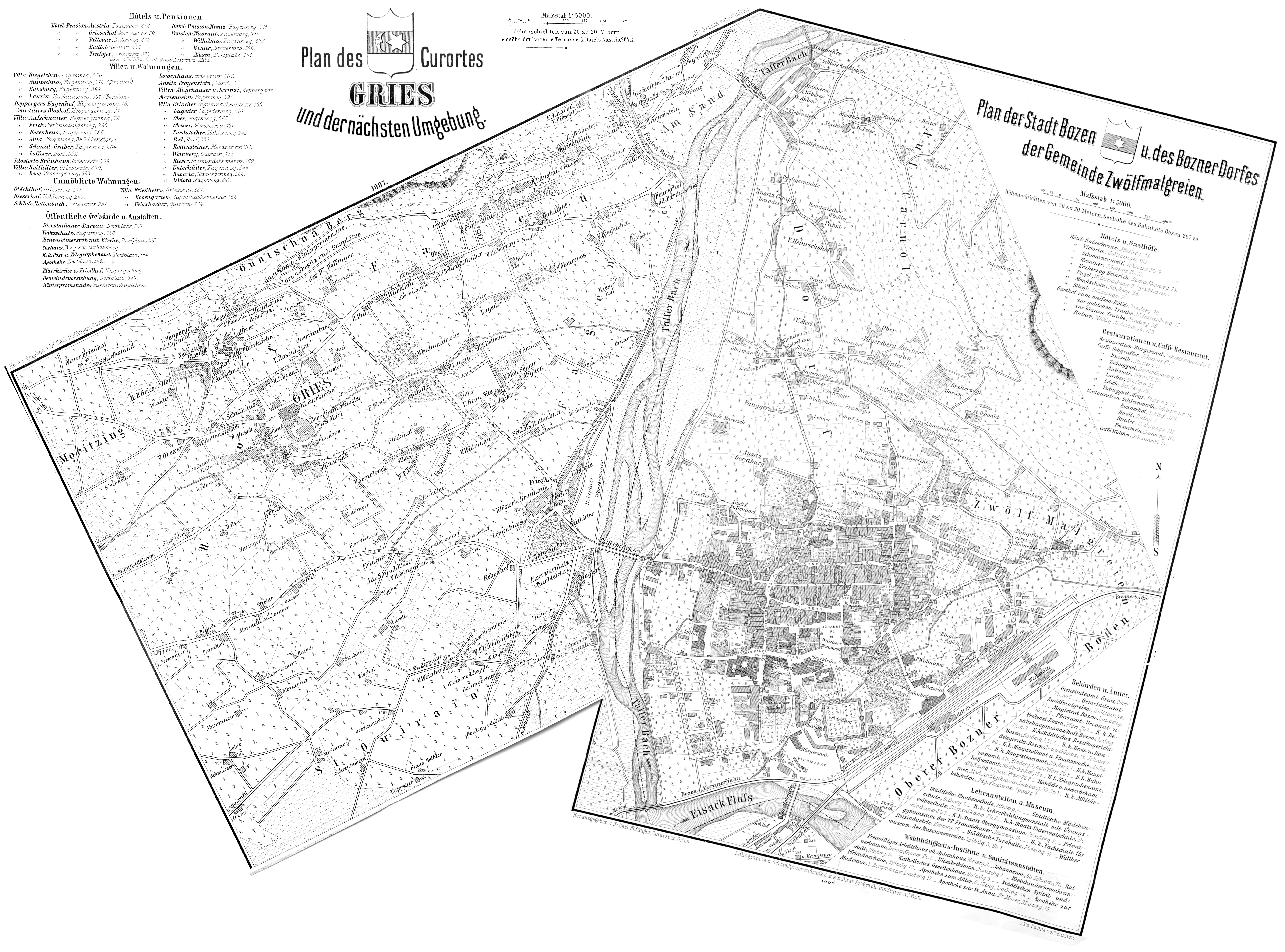
Plan der Stadt Bozen, des Bozner Dorfes und des Kurorts Gries mit Gebäudenamen aus einem Fremdenführer von 1887

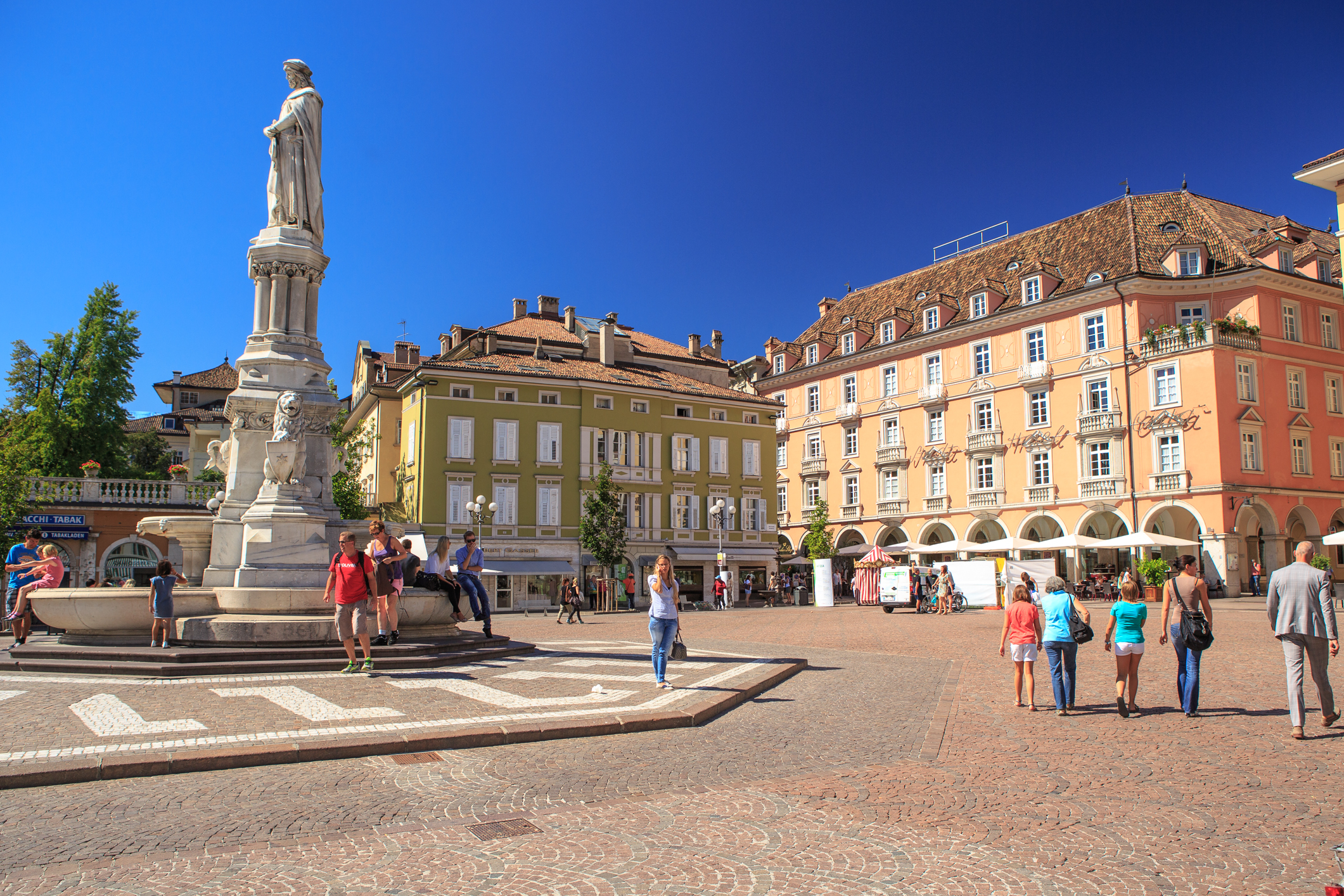
Bozens Waltherplatz – zentraler Treffpunkt des Altstadtbereichs

Ur- und frühgeschichtliche Fundstellen weisen auf eine frühe Besiedlung des Bozner Talkessels hin. Auf dem St. Georgener Kreuzbichl stand eine prähistorische Wallburg, in Moritzing eine Kultstätte und auch die Anhöhe von Schloss Sigmundskron war in der damaligen Zeit schon bebaut.
In der Antike bestand im Raum Bozen die nicht genau lokalisierte römische Straßenstation Pons Drusi.
Die ersten Belege des modernen Ortsnamens stammen aus dem Frühmittelalter. Bei Paulus Diaconus findet sich die Notiz über einen um 690 Bauzanum beherrschenden bairischen Grafen. Im Jahr 769 wird in Bauzono die Urkunde ausgestellt, mit der der bairische Herzog Tassilo III. die Gründung des Stifts Innichen besorgte.
Die spätere Stadt Bozen wurde ca. 1170–1180 – im Kontext der europäischen Stadtgründungswelle des 12. Jahrhunderts – als planmäßige Marktsiedlung mit einer zentralen, von Lauben gesäumten Gasse und einem Marktplatz (Kornplatz) errichtet; die Initiative verdankte sich den Bischöfen von Trient, denen rasch die Grafen von Tirol an die Seite rückten.
Um 1195 ist bereits ein Pfarrer namens Rudolf belegt, der für seine Tätigkeit die um 1180 erweiterte, spätantike Marienkirche nutzte (der heutige Dom), die damals außerhalb der Stadtmauern lag.
Der mittelalterliche Markt erhielt seit dem späten 13. Jahrhundert stadtähnliche Vorrechte, doch ist erst für 1437 ein förmliches Bozner Stadtrecht mit 104 Artikeln bezeugt.
Die Stadtgemarkung wurde im Lauf der Jahrhunderte mehrmals erweitert, zunächst um die bischöfliche Neustadt (Obstplatz), dann um die Wanger’sche Vorstadt (siehe Bindergasse), und zuletzt, nach diversen anderen Erweiterungen, 1911 um die weitläufige Landgemeinde Zwölfmalgreien und 1925/26 um die ehemalige Marktgemeinde Gries.
In Bozen wurden seit seiner Gründung mehrere Jahrmärkte (Messen) veranstaltet, 1635 gewährte die Tiroler Landesfürstin Claudia de’ Medici den Bozner Merkantilmagistrat (Handelsgericht).
Die Industrialisierung Südtirols ging von Bozen aus, wo 1848 die Baumwollspinnerei Herrmann-Kofler gegründet wurde (eigentlich in St. Anton, bei St. Peter).
In Zwölfmalgreien entstanden bereits vor der Eingemeindung von 1911 weitere für Bozen wichtige Bauwerke wie der Bahnhof Bozen-Gries (1859), das E-Werk Kardaun (1901/02) (am Eingang des Eggentals) und die Kohlerer Bahn (1908).
Der seit dem 19. Jahrhundert aufblühende Tourismus hatte seinen Schwerpunkt im Kurort Gries. In der Nähe des Bahnhofs Bozen entstanden mehrere Hotels (wie das heute noch bestehende Parkhotel Laurin, 1910).
Die Zeit des italienischen Faschismus veränderte die Stadt nachhaltig: Im Kontext des vom Regime planvoll auf den Weg gebrachten Italianisierungsprogramms wuchs die Stadtbevölkerung dank eines massiv geförderten italienischsprachigen Zuzugs erheblich an. Neue Stadtviertel entstanden, insbesondere im Raum Gries-Quirein, ebenso wurde die Industrialisierung durch Errichtung eines großangelegten Industriebezirks Bozen ab 1935/36 im Süden der Stadt (Oberau-Grutzen) vorangetrieben. Die Zeit der deutschen Besetzung 1943/45 war vom Kriegsgeschehen, der Deportation der jüdischen Bevölkerung und von weitflächigen Zerstörungen im Altstadtbereich im Zug des Luftkriegs geprägt – ein eigenes NS-Durchgangslager Bozen mit insgesamt an die 10.000 Häftlingen ging in den Jahren 1944/45 in Betrieb.
Die Nachkriegszeit führte erst allmählich, wesentlich angestoßen durch das Zweite Autonomiestatut von 1972, zur neuen Blüte der Stadt, die nach und nach zum administrativen, politischen und wirtschaftlichen Schrittmacher der Region aufrückte.
Bozen wurde durch die Alpenkonvention zur Alpenstadt des Jahres 2009 und 2022 vom italienischen Innenministerium zur Stadt der Erinnerung erklärt.

## Demographie

### Einwohnerentwicklung

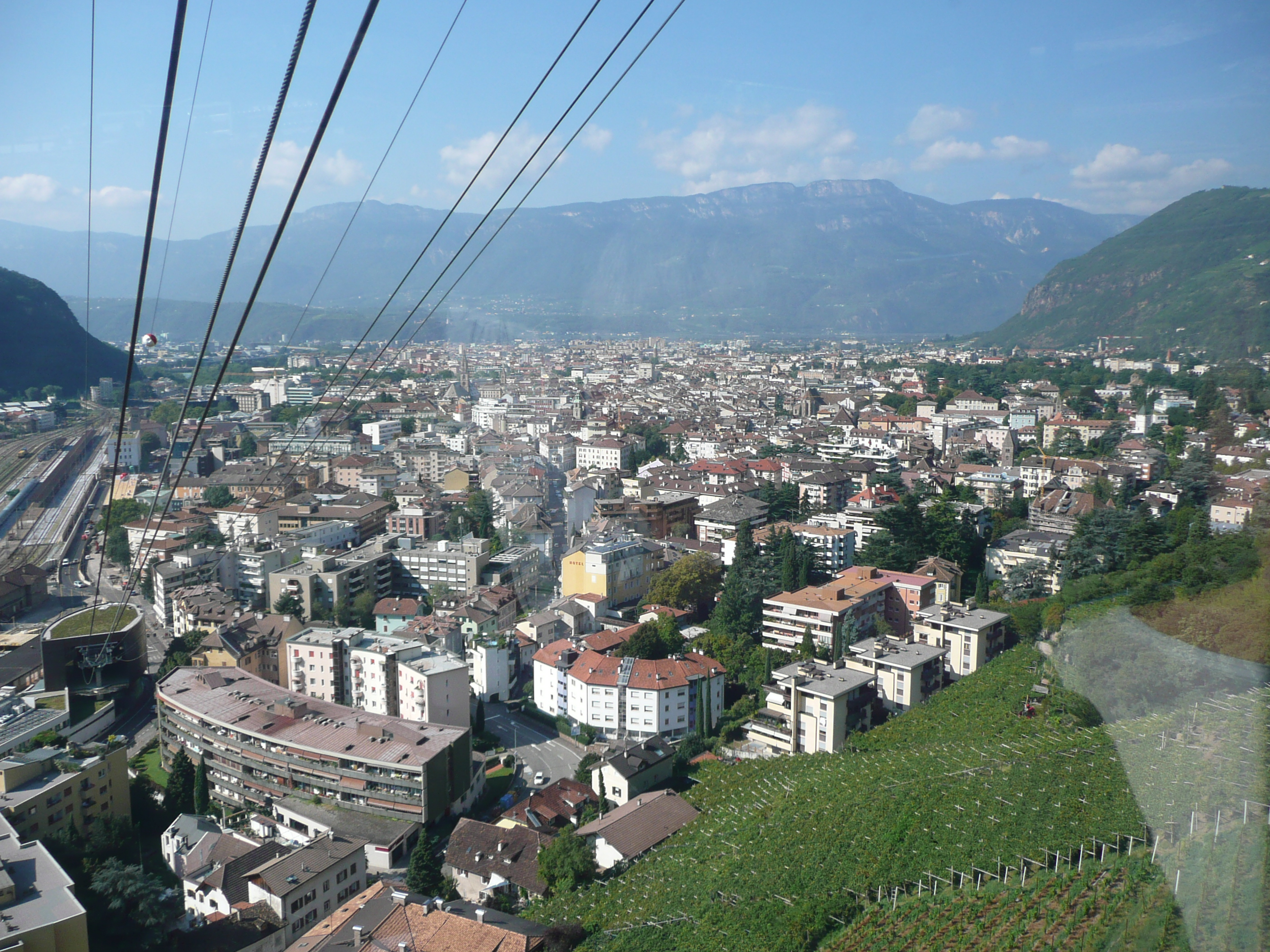
Zentrum von Bozen, von der Rittner Seilbahn aus gesehen

Das älteste erhaltene Bozner Häuserverzeichnis aus dem Jahr 1288 zählt 48 Häuser, bezieht sich jedoch nicht auf die innere Altstadt, sondern auf die ihr im Osten vorgelagerte Weintrauben- und Bindergasse sowie auf den sie im Norden umgehenden Straßenzug der heutigen Vintlerstraße und Wangergasse.
Ergänzend zu diesem kann aber das Zinsverzeichnis der Herren von Wangen aus dem Jahr 1290 herangezogen werden, welches ein Marktrechtverzeichnis der ganzen Laubengasse, eines Teiles des Obstplatzes sowie der Neustadt (heutige Silbergasse und Dr.-Streiter-Gasse) darstellt und in dem weitere 106 Häuser aufgezählt sind.
Vor diesem Hintergrund wird für die Zeit um 1300 von einer städtischen Gesamtbevölkerung von circa 1500 bis 2000 Personen ausgegangen.
Gemäß einem Häuserverzeichnis der Innenstadt von 1497 war diese in acht Viertel gegliedert und umfasste an die 160 Häuser.
Die Liste hält die Steuerleistungen der Hausinhaber fest und wurde vermutlich im Zusammenhang der reichsweiten Türkensteuer angelegt.
Die städtische Bevölkerung dürfte sich im späten 15. Jahrhundert auf circa 3000 bis 4000 Personen belaufen haben.
Im Jahr 1900 hatte Bozen einschließlich der Garnison 13.904 meist deutschsprachige Einwohner (1493 Italienischsprachige).
Die Eingemeindungen von Zwölfmalgreien und Gries sowie die Anlage neuer Stadtquartiere in der Zwischenkriegszeit beförderten den starken Bevölkerungszuwachs in der ersten Hälfte des 20. Jahrhunderts, insbesondere im Kontext der vom italienischen Faschismus stark forcierten Italianisierung. 1966 überschritt die Einwohnerzahl von Bozen zum ersten Mal die Grenze von 100.000, nachdem sie 1940 noch bei 59.951 gelegen hatte. Die höchste Einwohnerzahl in der Stadtgeschichte wurde mit 107.112 im Jahr 1975 verzeichnet. Nach einem anschließenden Rückgang deutlich unter die Marke von 100.000 wuchs die Bevölkerungszahl mit Beginn des neuen Jahrtausends wieder deutlich an.
Am 31. Dezember 2011 waren 104.841 Personen in Bozen ansässig, davon 54.742 Frauen (52,2 %) und 50.099 Männer (47,8 %). Trotz positiven Wanderungssaldos von +883 Personen (2011) lässt sich der Trend beobachten, dass zahlreiche Bozner von der Stadt in das unmittelbare Umland übersiedeln, ihren Interessenschwerpunkt (Arbeit, zentrale Dienste) jedoch weiterhin im Stadtgebiet behalten. Die Geburtenbilanz war in den vergangenen Jahren zumeist negativ. Das Durchschnittsalter der Bürger beträgt 44,1 Jahre und 23 % der Bevölkerung sind älter als 65 Jahre.
Ende des Jahres 2011 wurden in Bozen 14.511 ausländische Staatsbürger gezählt. Das entspricht einem Anteil von 13,8 % an der Gesamtbevölkerung. Damit ist es Wohnsitzgemeinde von einem Drittel aller in Südtirol lebenden Ausländer. Die größten Gruppen der melderechtlich in Bozen registrierten Ausländer kamen am 31. Dezember 2011 aus Albanien (2575), Marokko (1695), Pakistan (969), Rumänien (889), Moldawien (650), Deutschland (641), Ukraine (639) und Peru (617).
2004 wurde der erste Ausländerbeirat gegründet, der dem Gemeinderat in Ausländerfragen unterstützend zur Seite steht.

### Sprachgruppen
|      | Sprachgruppen | Sprachgruppen | Sprachgruppen | Sprachgruppen |
| Jahr | Deutsch       | Italienisch   | Ladinisch     |               |
| ---- | ------------- | ------------- | ------------- | ------------- |
| 1900 | 88,09 %       | 11,45 %       | -             |               |
| 1910 | 90,82 %       | 05,49 %       | -             |               |
| 1921 | 73 %          | 27 %          | -             |               |
| 1939 | 38 %          | 62 %          | -             |               |
| 1971 | 22,40 %       | 77,22 %       | 0,38 %        |               |
| 1981 | 25,77 %       | 73,63 %       | 0,60 %        |               |
| 1991 | 26,62 %       | 72,59 %       | 0,79 %        |               |
| 2001 | 26,29 %       | 73,00 %       | 0,71 %        |               |
| 2011 | 25,52 %       | 73,80 %       | 0,68 %        |               |
| 2024 | 24,74 %       | 74,71 %       | 0,55 %        |               |

Gemäß der österreichischen Volkszählung 1910 wohnten in den damals noch eigenständigen Gemeinden Bozen, Gries und Zwölfmalgreien zusammengerechnet 29.241 Einwohner, von denen lediglich 1.605 Italienisch, hingegen 26.558 Deutsch als ihre Umgangssprache deklarierten. Der unter dem Faschismus im Rahmen der Italianisierungsbemühungen geförderte Zuzug italienischer Einwanderer führte zu einem Wechsel der sprachlichen Mehrheitsverhältnisse. Bereits in den 1940er-Jahren hatte die Stadt eine italienischsprachige Mehrheit.
Nach der Sprachgruppenzählung 2024 gehörten 74,71 % der Bewohner der italienischen, 24,74 % der deutschen und 0,55 % der ladinischen Sprachgruppe an, wobei als Berechnungsgrundlage der Prozentwerte nur die gültigen Sprachgruppenzugehörigkeitserklärungen bzw. Sprachgruppenzuordnungserklärungen  von Personen mit italienischer Staatsbürgerschaft herangezogen wurden. Bozen gilt auf Grund seiner Bikulturalität als wichtiger Begegnungsort zwischen dem deutsch- und italienischsprachigen Kultur- und Wirtschaftsraum. Immer mehr Einwohner sprechen mehr als nur die eigene Muttersprache.

## Politik

### Allgemeines
Bozen ist als Sitz des Südtiroler Landtags und der Südtiroler Landesregierung das politische Zentrum Südtirols.
Bei den Wahlen zum italienischen Parlament gehört die Stadt zum Kammerwahlkreis Bozen bzw. zum Senatswahlkreis Bozen.

### Gemeinderat
Bei den Gemeinderatswahlen 2025 wurden die Südtiroler Volkspartei und die Fratelli d’Italia mit jeweils sieben Gemeinderäten die stärksten Fraktionen. In den 45-köpfigen Gemeinderat wurden zehn verschiedene Parteien und Gruppierungen gewählt.

### Bürgermeister
1922 wurde der deutschsprachige Julius Perathoner im Zuge des Marsches auf Bozen von den Faschisten gewaltsam als Bürgermeister abgesetzt und durch einen faschistischen Amtsbürgermeister ersetzt. Nach dem Zweiten Weltkrieg stellten die Vertreter der nun italienischsprachigen Bevölkerungsmehrheit den Bürgermeister; Vizebürgermeister ist stets ein Vertreter der deutschen Sprachgruppe. Seit 2025 amtiert Claudio Corrarati als Bozner Bürgermeister.

### Wappen

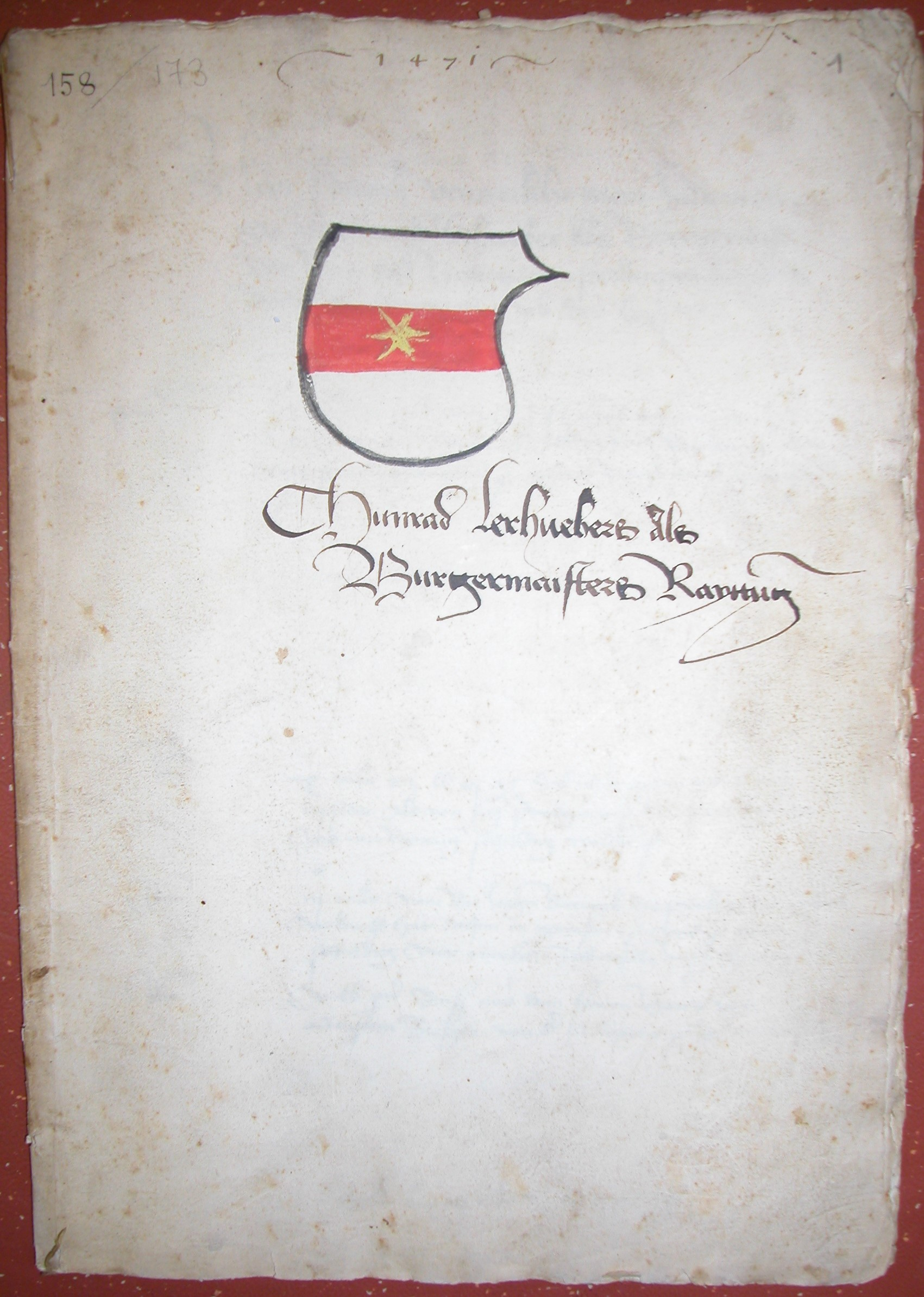
Umschlag des kommunalen Rechnungsbuches von Bürgermeister Konrad Lerhuber von 1471 mit ältester farbiger Darstellung des Stadtwappens (Hs. 73 des Stadtarchivs Bozen, fol. 1)

| Wappen von Bozen | Blasonierung: „Im silbernen Schild eine rote, mit einem goldenen, sechsstrahligen Stern belegte Mittelbinde.“ |
| Wappen von Bozen | Wappenbegründung: Das heute gebräuchliche Bozner Stadtwappen beruht auf einer Privilegierung durch Herzog Leopold III. von Habsburg aus dem Jahr 1381. Es verwendet programmatisch die Tingierung des österreichischen Bindenschildes, allerdings mit Farbvertauschung (weiß-rot-weiß). Zuvor führte die Stadt ein Siegel mit einem Stadttor und einem Bischof. Der sechszackige Stern, ein Hinweis auf die marianische Stella maris und damit auf die Hauptpatronin der städtischen Pfarrkirche, wurde während der faschistischen Administration 1931 zu einem fünfzackigen Stern als Symbol des savoyischen Königshauses umgebildet, aber nach dem Ende des Faschismus wieder in seine ursprüngliche Form gebracht. Am 11. September 1968 wurde das Wappen in der heutigen Form amtlich gebilligt. |

### Städtepartnerschaften
- Ödenburg (Sopron), Ungarn

Die zweisprachige ungarische Stadt Sopron/Ödenburg ist seit 1990 Bozens Partnerstadt. Am 4. Mai 2010 hat der Stadtrat einer bisher namenlosen kurzen Straße im Osten der Stadt den Namen Via Sopron gegeben.
Auf Deutsch wird die Straße laut Stadtratsbeschluss vom 17. August 2010 Ödenburger Straße genannt.
- Erlangen, Deutschland

Seit 2018 ist die mittelfränkische Stadt Erlangen neue Partnerstadt von Bozen.

### Stadtpatrone

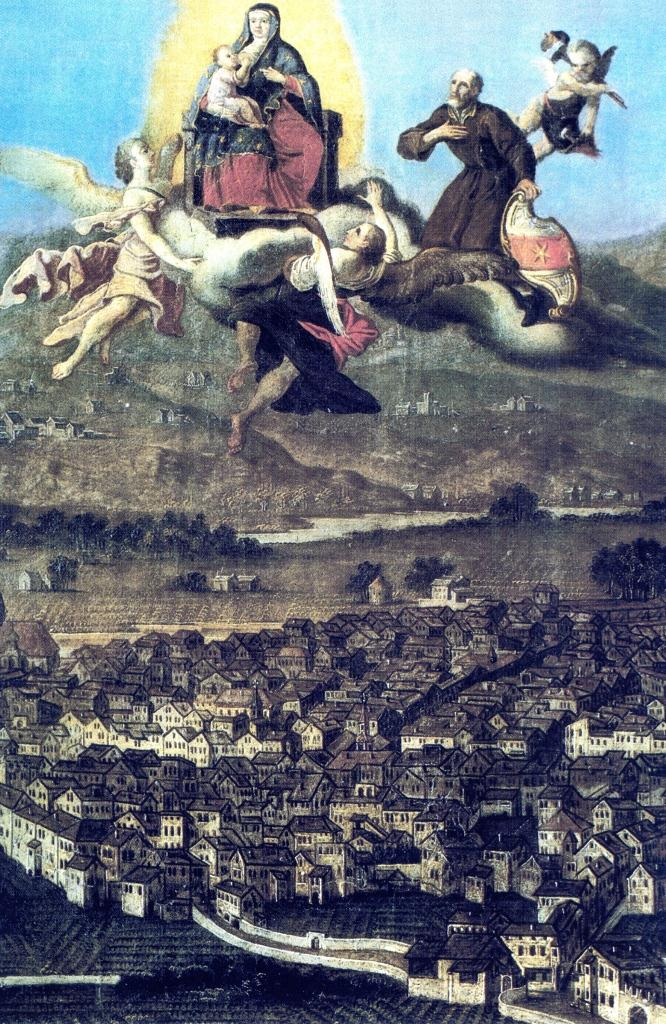
Blick auf Bozen mit den Stadtpatronen, Ölgemälde um 1802 im Stadtmuseum Bozen (Ausschnitt). Rechts von der Muttergottes der selige Heinrich mit dem Bozner Stadtwappen in der Linken

Neben der Gottesmutter Maria, Hauptpatronin der Stadtpfarrkirche (Dom), sind die traditionellen Stadtpatrone der hl. Georg und die hl. Margaretha, zu denen in der ersten Hälfte des 17. Jahrhunderts Johannes Nepomuk und der selige Heinrich von Bozen hinzu kamen.

## Sehenswürdigkeiten

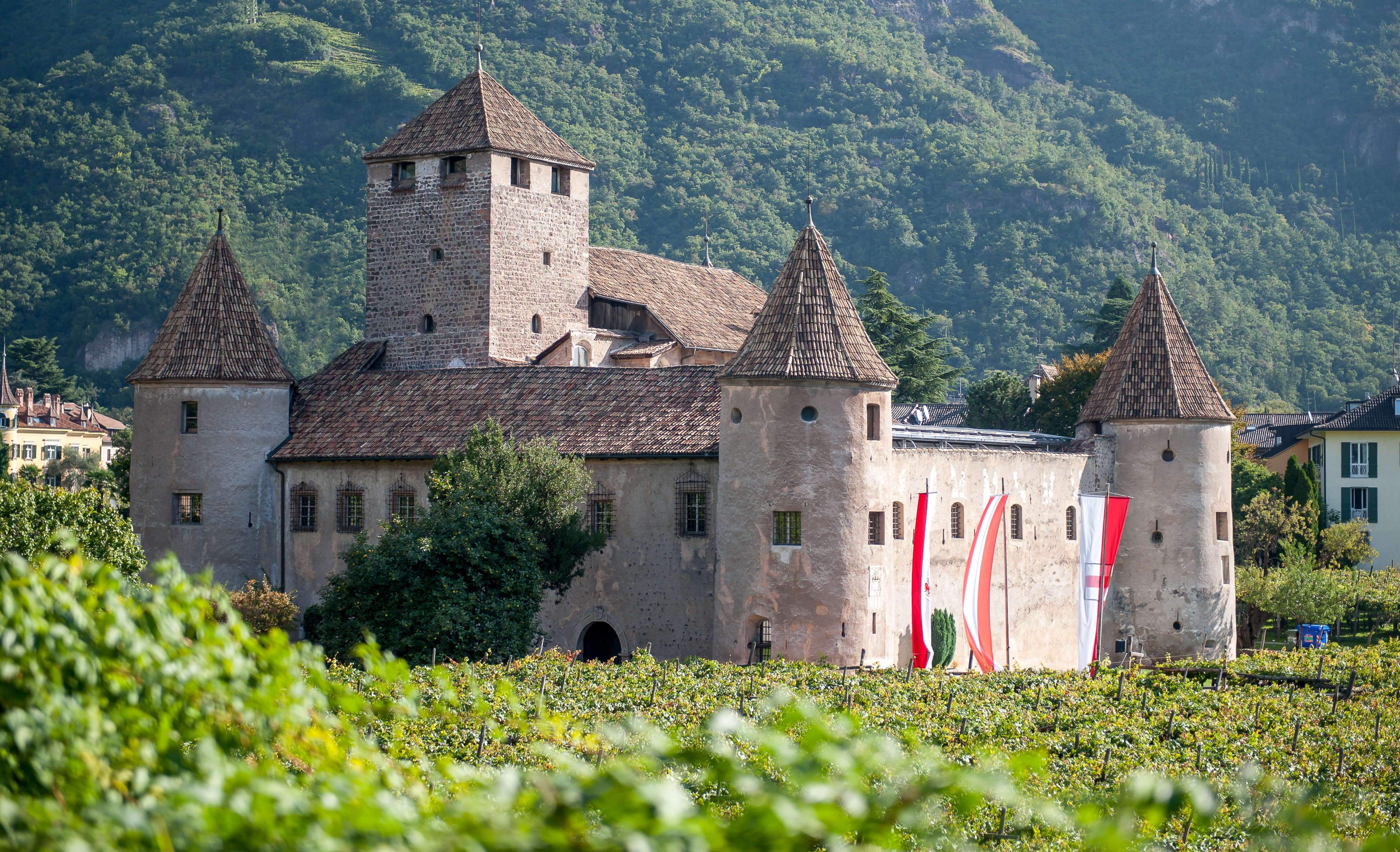
Schloss Maretsch

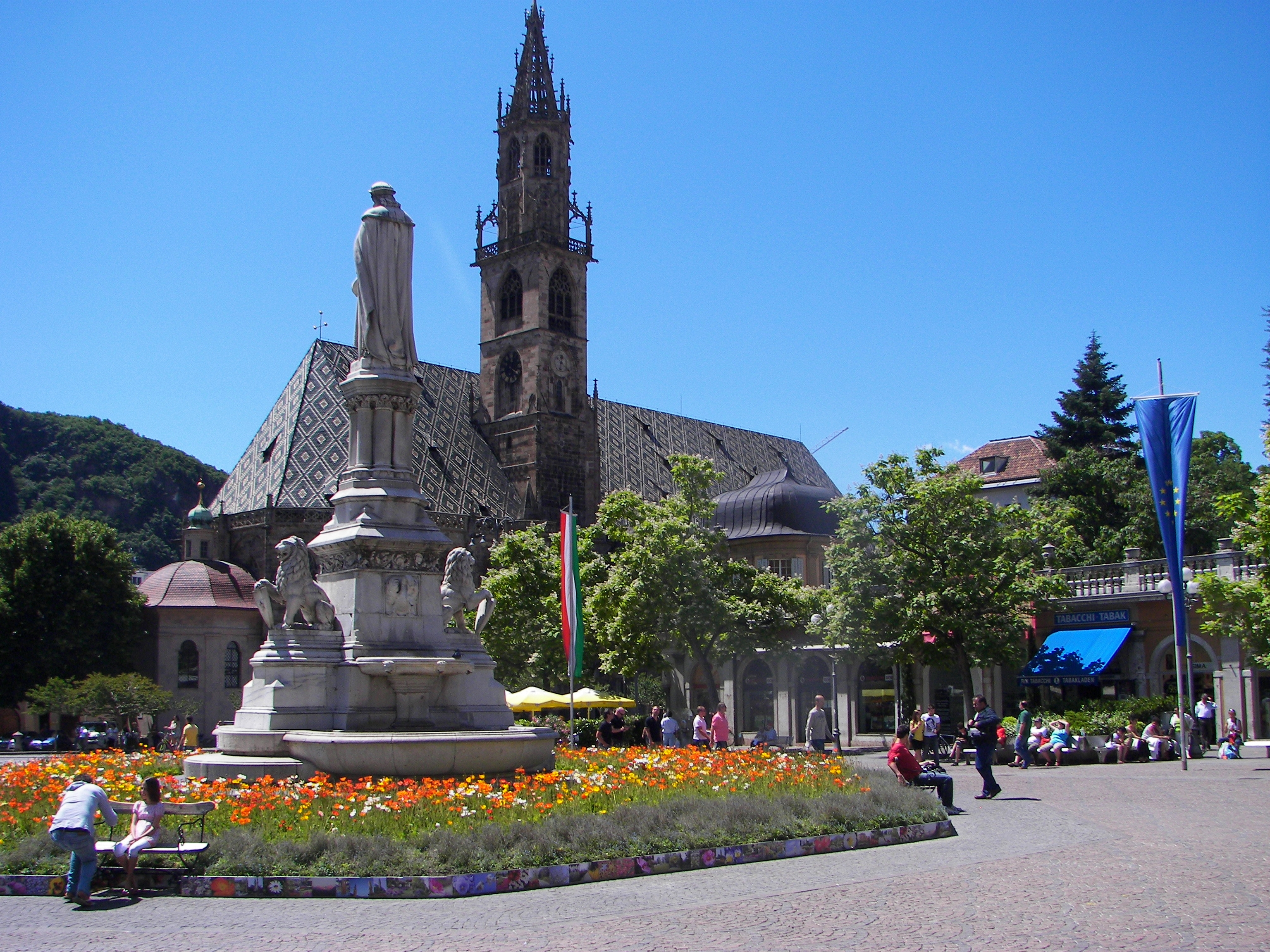
Waltherplatz,
Im Hintergrund der Dom Maria Himmelfahrt

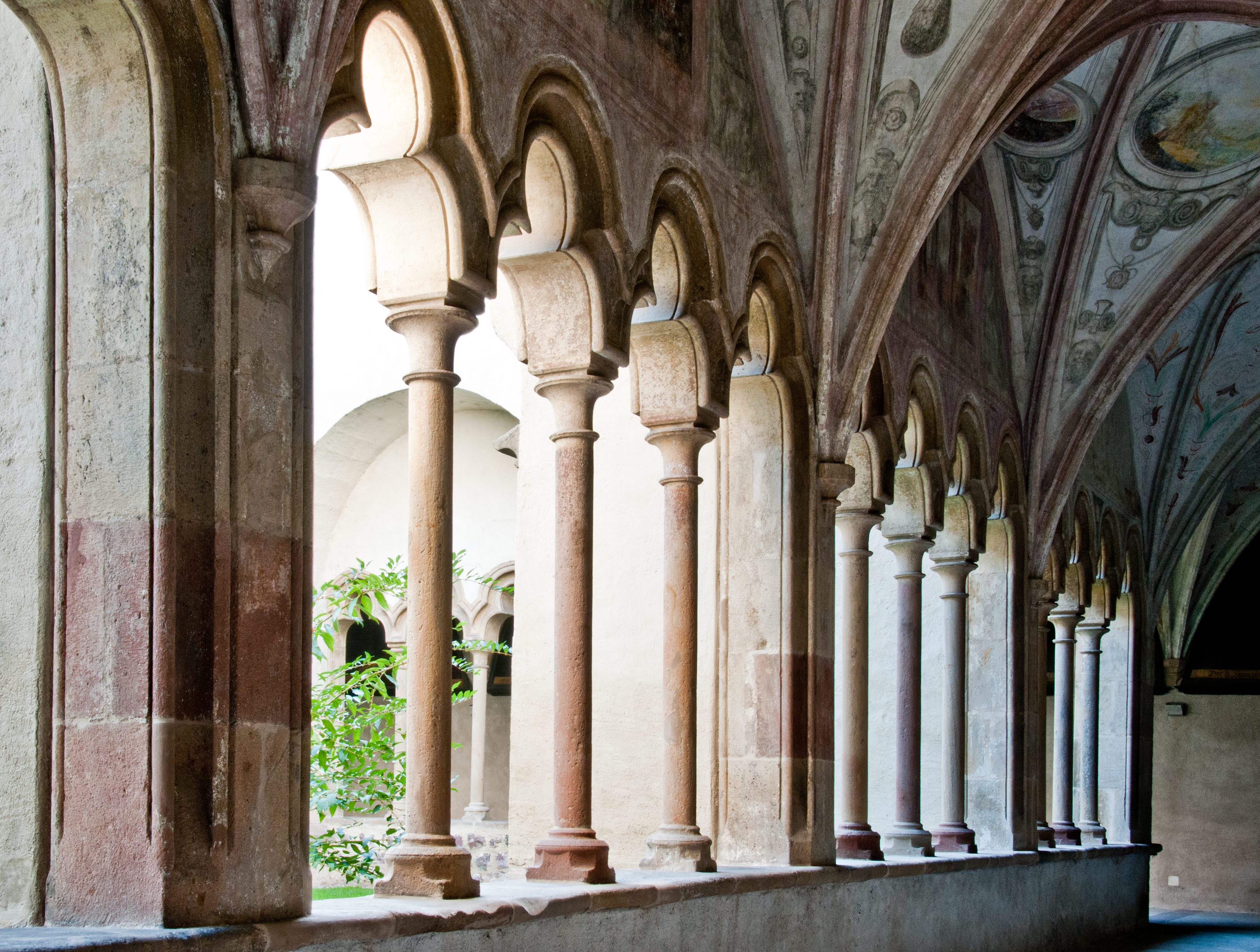
Franziskanerkloster

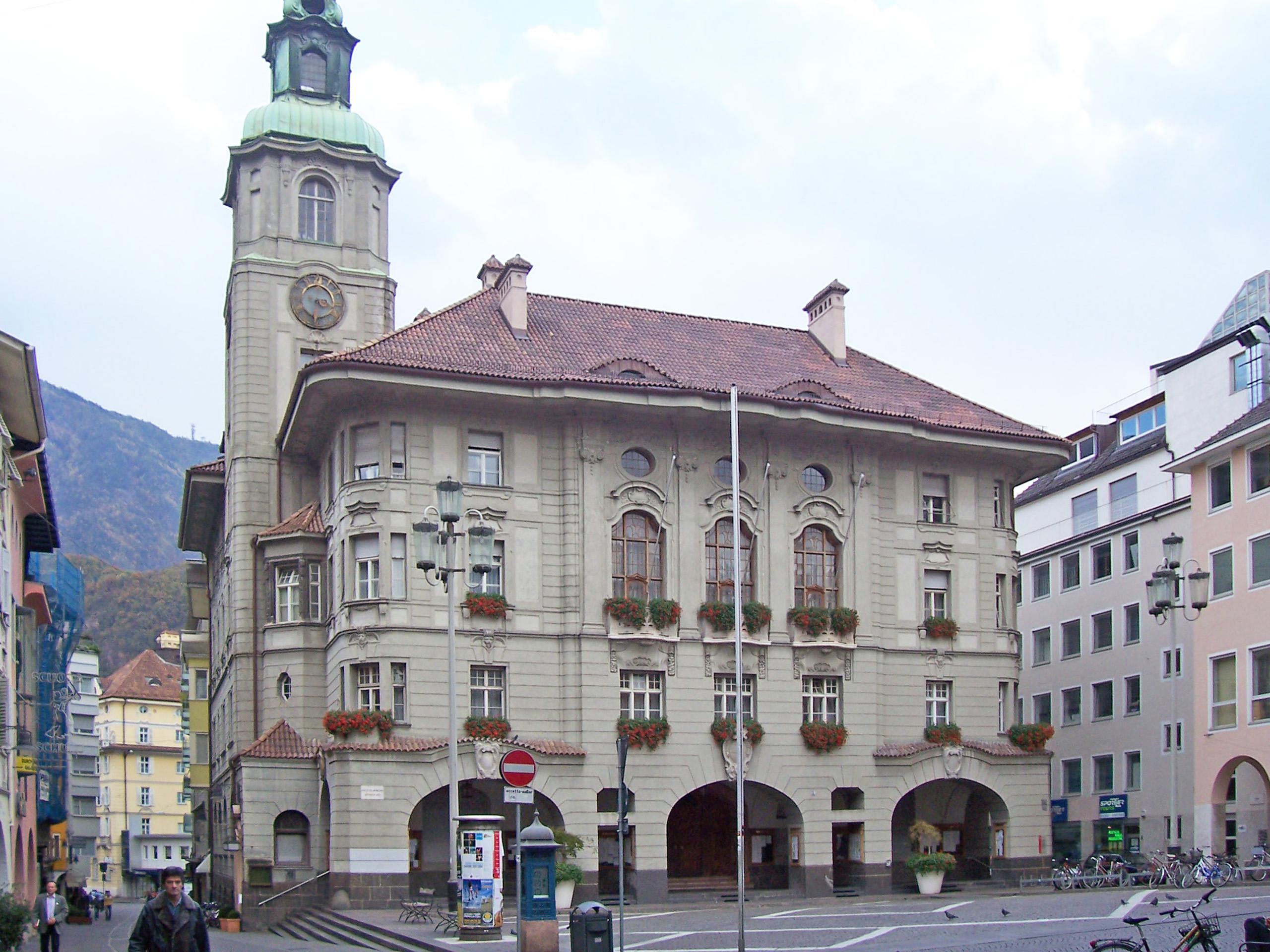
Rathaus Bozen

### Profanbauten

#### Burgen, Schlösser und Ansitze
- Schloss Runkelstein
- Schloss Maretsch
- Schloss Sigmundskron
- Haselburg
- Ruine Rafenstein
- Schloss Ried
- Ruine Weineck
- Burg Kampenn
- Palais Campofranco
- Ansitz Berndorf
- Ansitz Compil
- Ansitz Klebenstein
- Ansitz Kollegg
- Ansitz Thurn
- Ansitz Gerstburg
- Ansitz Hörtenberg
- ehemaliger Ansitz Niederhaus
- Ansitz Prackenstein
- Ansitz Rundenstein
- Ansitz Schrofenstein
- Ansitz Stillendorf
- Ansitz Stockhammer
- Ansitz Waldgries
- Ansitz Windegg

#### Weitere Bauten in der Innenstadt

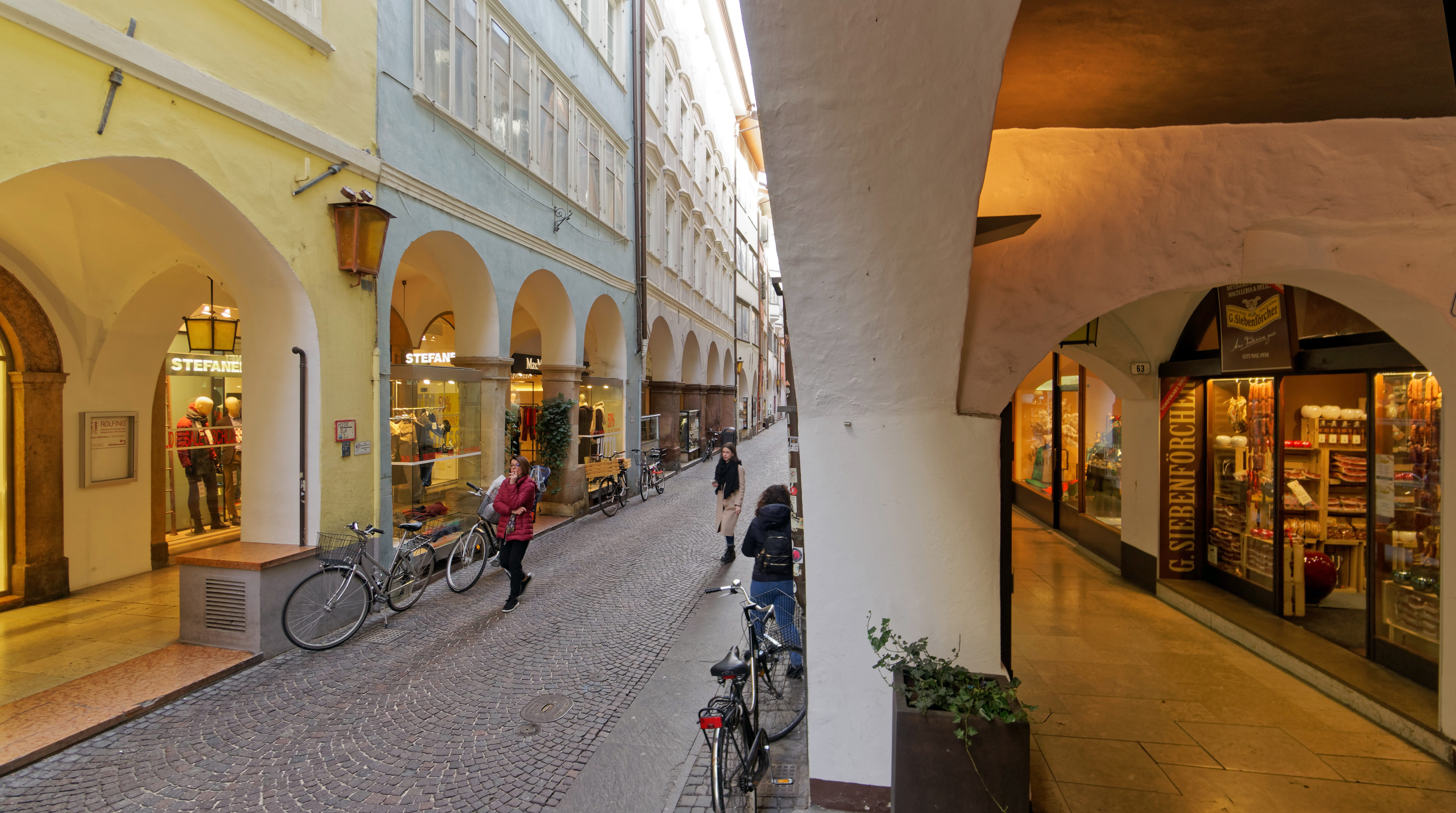
Die Bozner Lauben mit Blickrichtung Osten

- Walther-Denkmal von Heinrich Natter
- Laurin-Brunnen von Andrä Kompatscher
- Batzenhäusl
- Landesfürstliches Amtshaus
- Waaghaus
- Talferbrücke
- Mariensäule
- Anton-Schiestl-Gedenktafel (von Sandra Heidenwolf rekonstruiert)
- Neptunbrunnen, 1749–1777 (Joachim Riss, Georg Mayr d. J.)
- Altes Rathaus
- Rathaus Bozen: 1907 erbaut vom Münchner Architekten Carl Hocheder
- Goetheschule (Bozen): ehemalige Kaiser-Franz-Joseph-Mädchenschule
- Parkhotel Laurin der Gebrüder Ludwig, 1910
- Museion: Museum für moderne und zeitgenössische Kunst
- Froschbrunnen von Ignaz Gabloner

#### Bauten im weiteren Stadtbereich
- Reichrieglerhof
- Villa Bittner
- Villa Zeltnerheim

### Sakralbauten

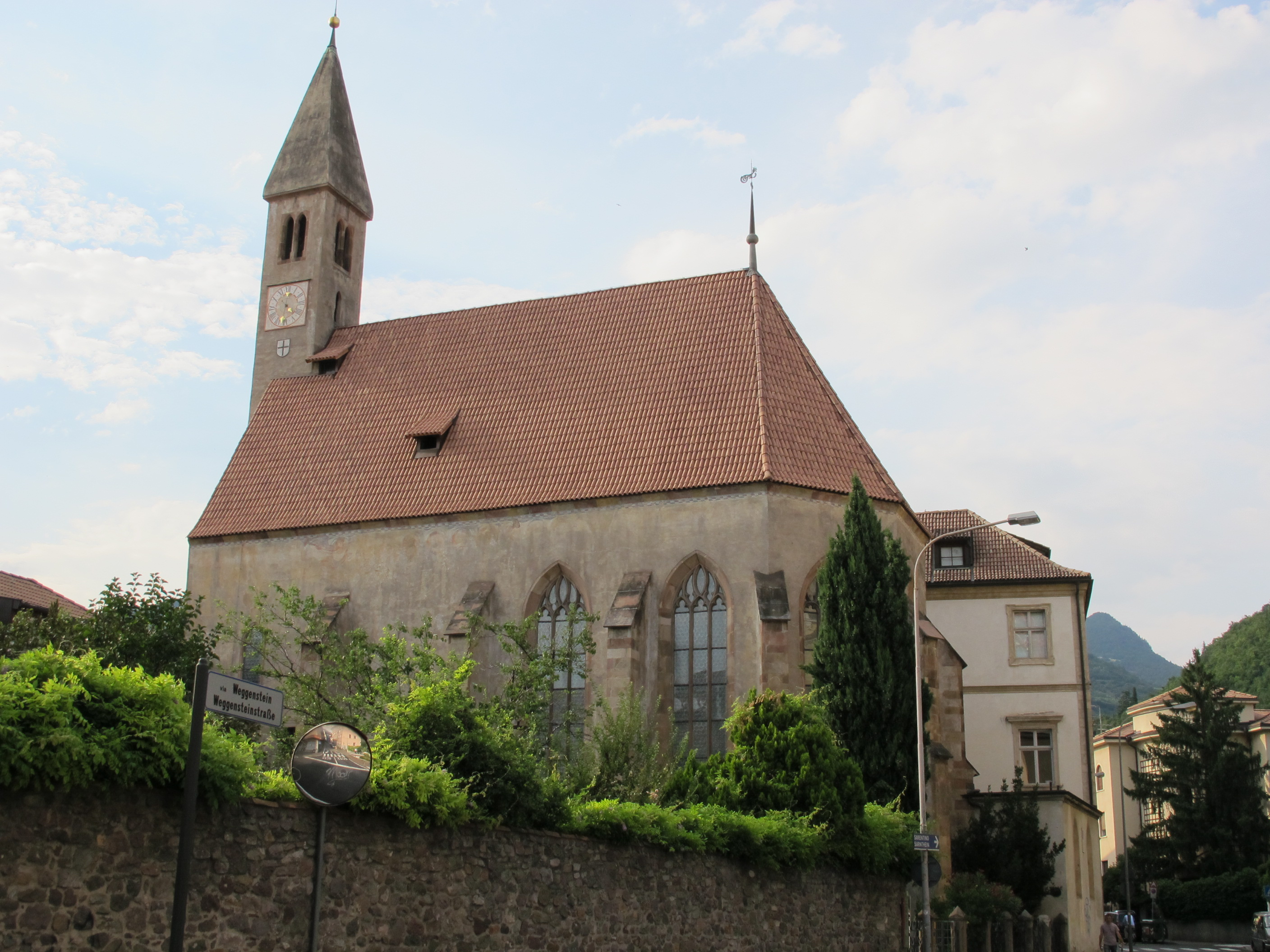
St. Georg in Weggenstein

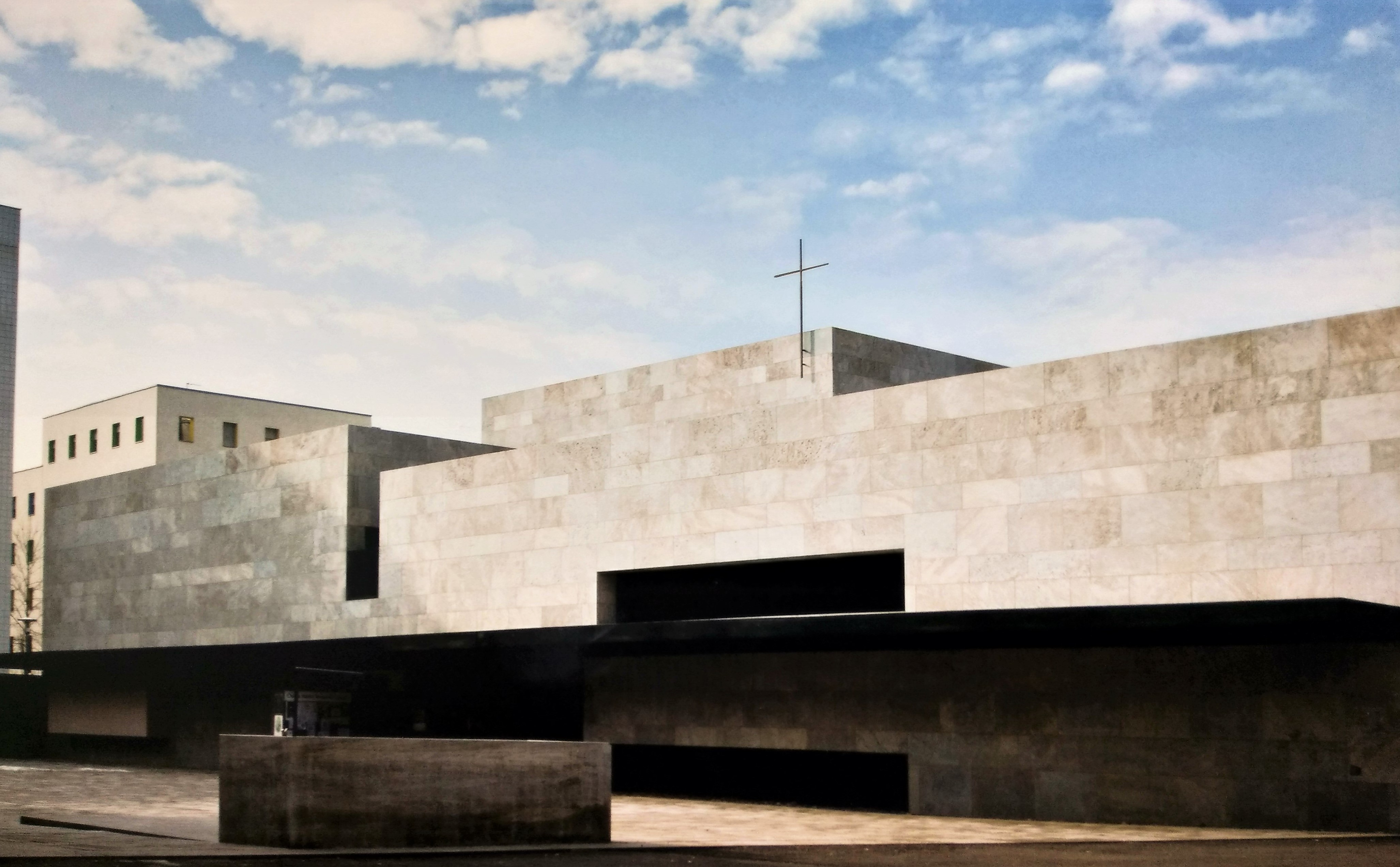
Kirche Teresa von Kalkutta in Firmian

- Dom Maria Himmelfahrt (Bozen): der gotische Dom der Stadt
- Franziskanerkirche: Kloster mit Kreuzgang
- Dominikanerkirche
- Alte Pfarrkirche Gries: mit dem Michael-Pacher-Altar
- Abtei Muri-Gries
- Kapuzinerkirche und -kloster
- Heiliggrabkirche am Virgl
- St. Georg in Wangg
- St. Georg in Weggenstein
- St. Gertraud in Haslach
- St. Johann im Dorf
- St. Justina in Prazöll
- St. Lorenz in Rentsch
- St. Magdalena in Prazöll
- St. Martin in Kampill
- ehemalige St.-Nikolaus-Kirche: 1943 zerstört
- ehemalige St.-Oswald-Kirche: 1943 zerstört
- St. Peter auf Karnol
- St. Vigil unter Weineck am Virgl
- St. Quirin
- St. Georgen (Gries)
- St. Jakob am Sand
- St. Mauritius in Moritzing
- Heinrichskapelle im Dorf, errichtet 1896
- Evangelische Christuskirche (Bozen): erbaut 1908
- Karmeliterkirche Bozen
- Christkönigskirche: erbaut 1938/40

### Straßen, Plätze und Gedenkstätten

#### Straßen und Gassen
- Andreas-Hofer-Straße
- Bindergasse

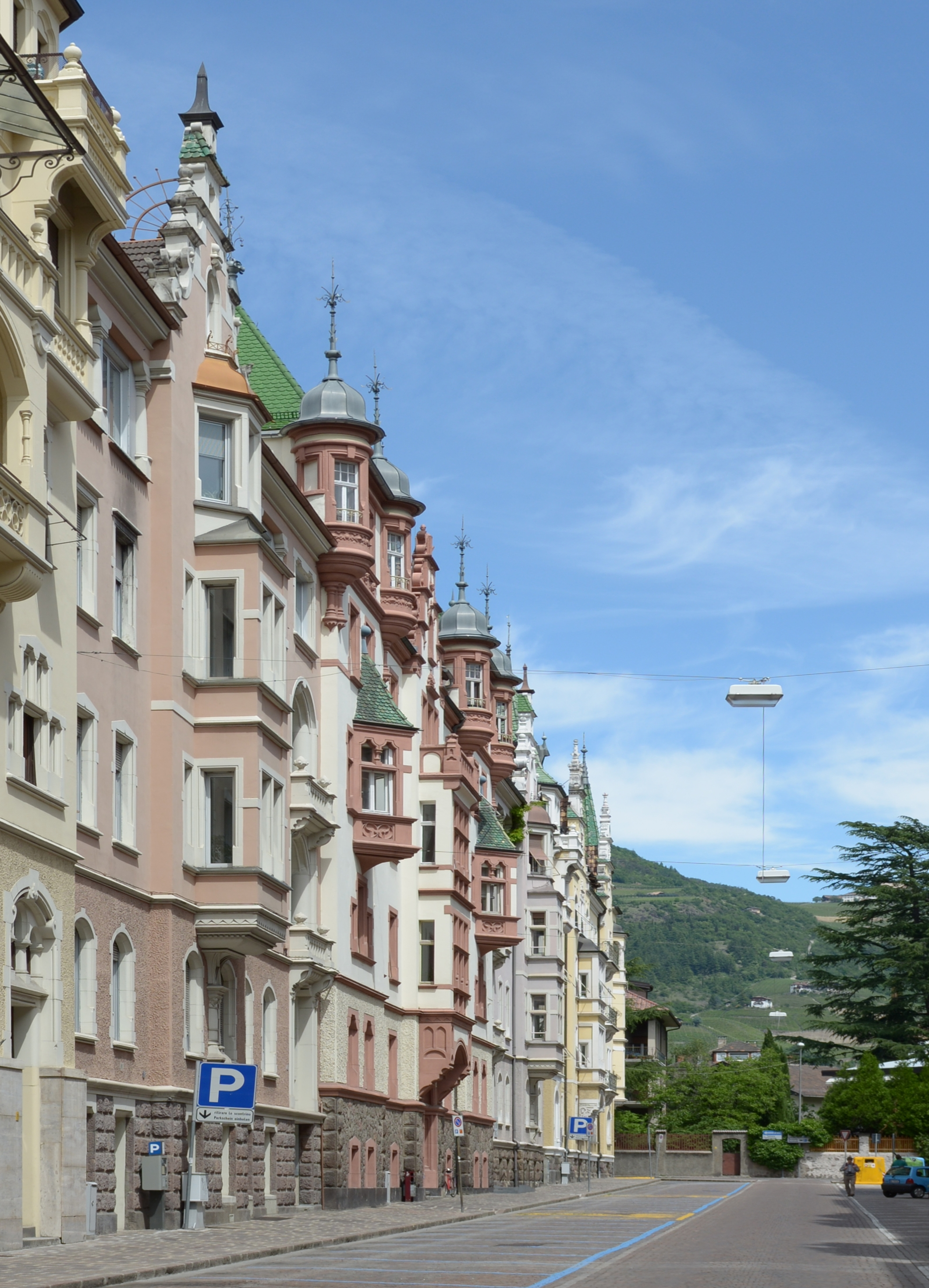
Sparkassenstraße

- Bozner Lauben (auch Bozner Laubengasse genannt)
- Erbsengasse
- Freiheitsstraße
- Gerbergasse
- Goethestraße
- Museumstraße
- Raingasse
- Rauschertorgasse
- Silbergasse
- Sparkassenstraße
- Dr.-Streiter-Gasse
- Vintlerstraße

#### Plätze
- Dominikanerplatz
- Gerichtsplatz
- Grieser Platz
- Kornplatz
- Musterplatz

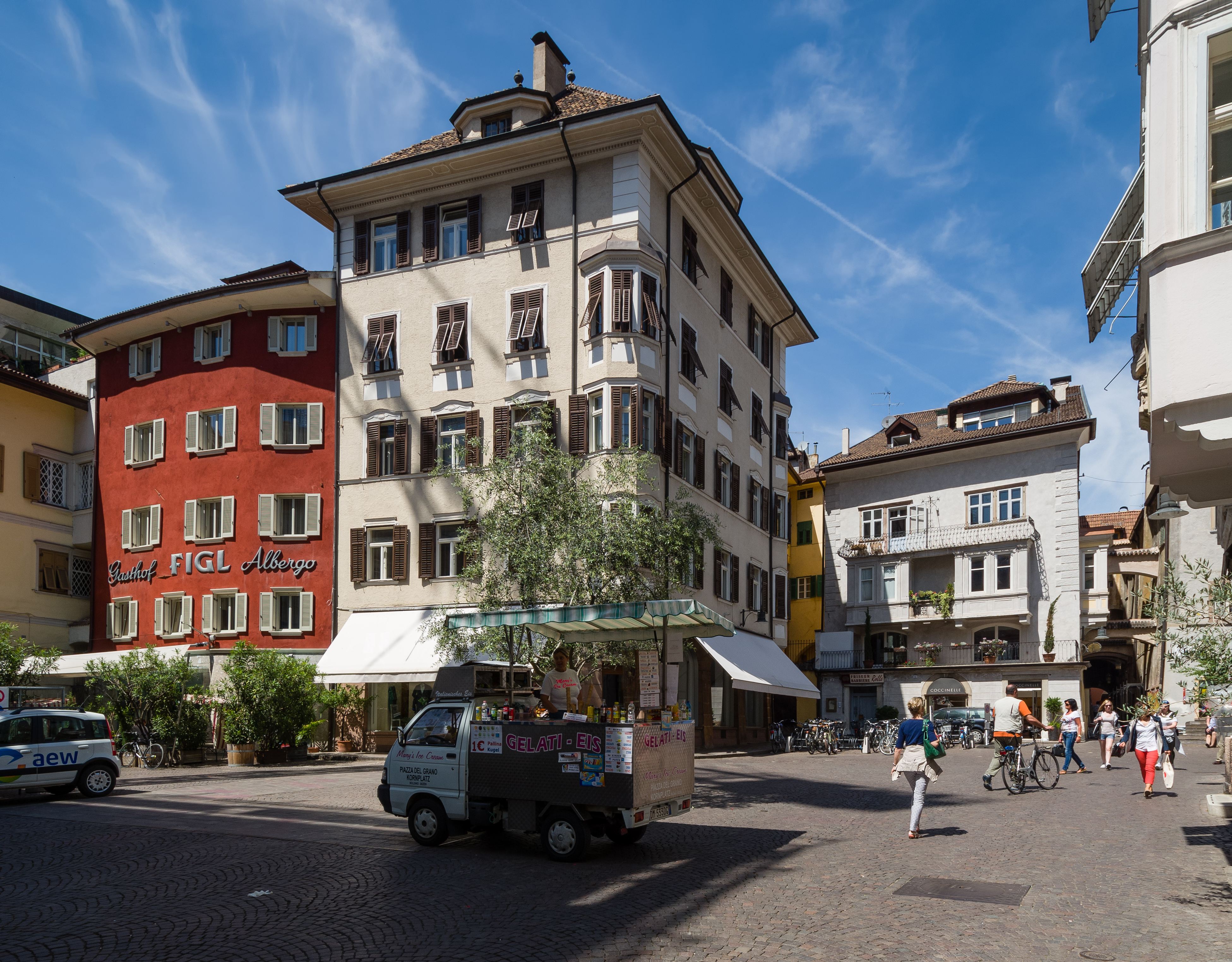
Kornplatz

- Obstmarkt (auch Obstplatz genannt)
- Pfarrplatz
- Rathausplatz
- Siegesplatz
- Silvius-Magnago-Platz
- Waltherplatz
- Zollstange

#### Architektonische Zeugnisse aus der faschistischen Zeit
- Siegesdenkmal am Siegesplatz
- ehemalige Casa Littoria
- Justizpalast
- Christkönigskirche

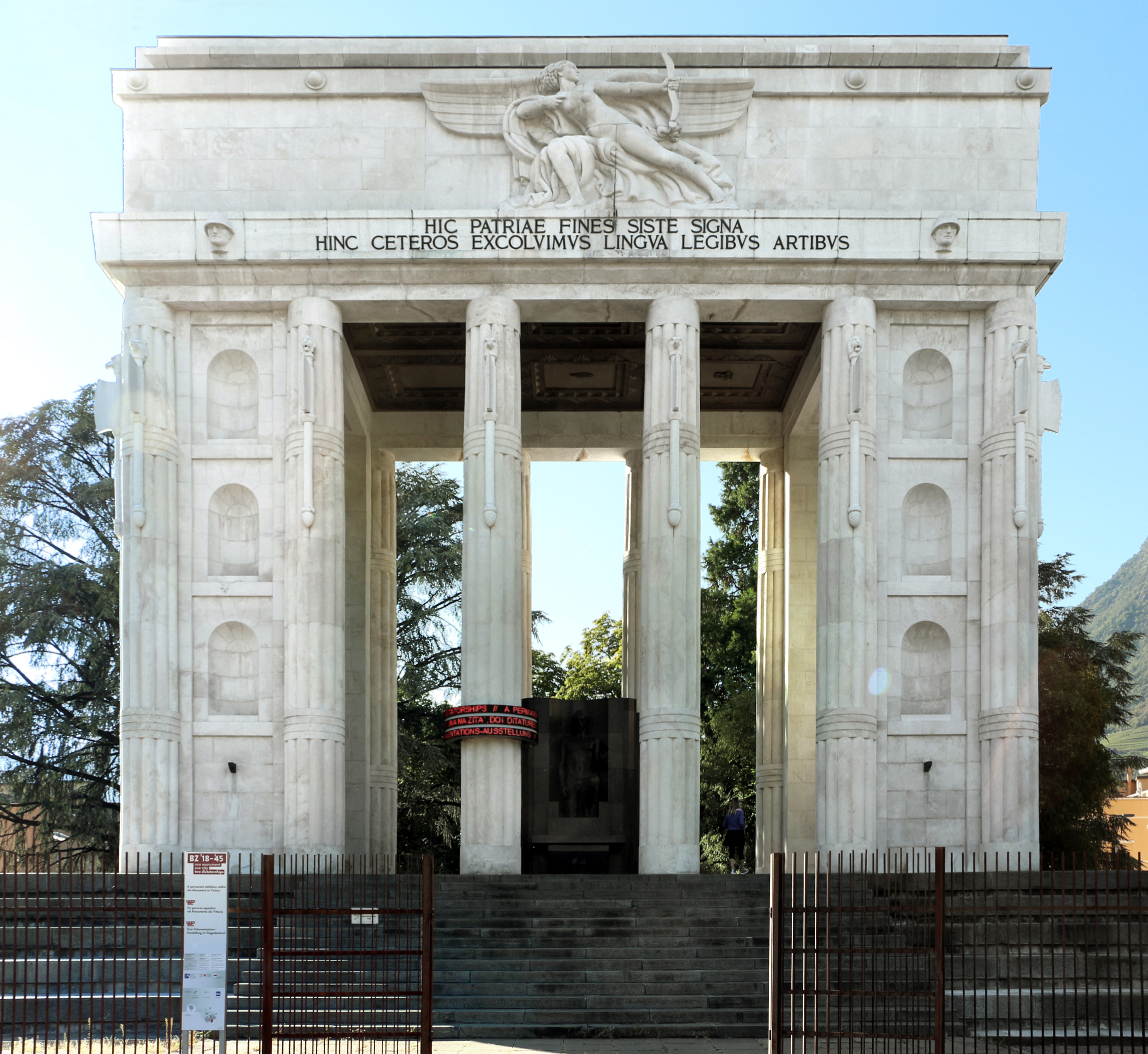
Siegesdenkmal

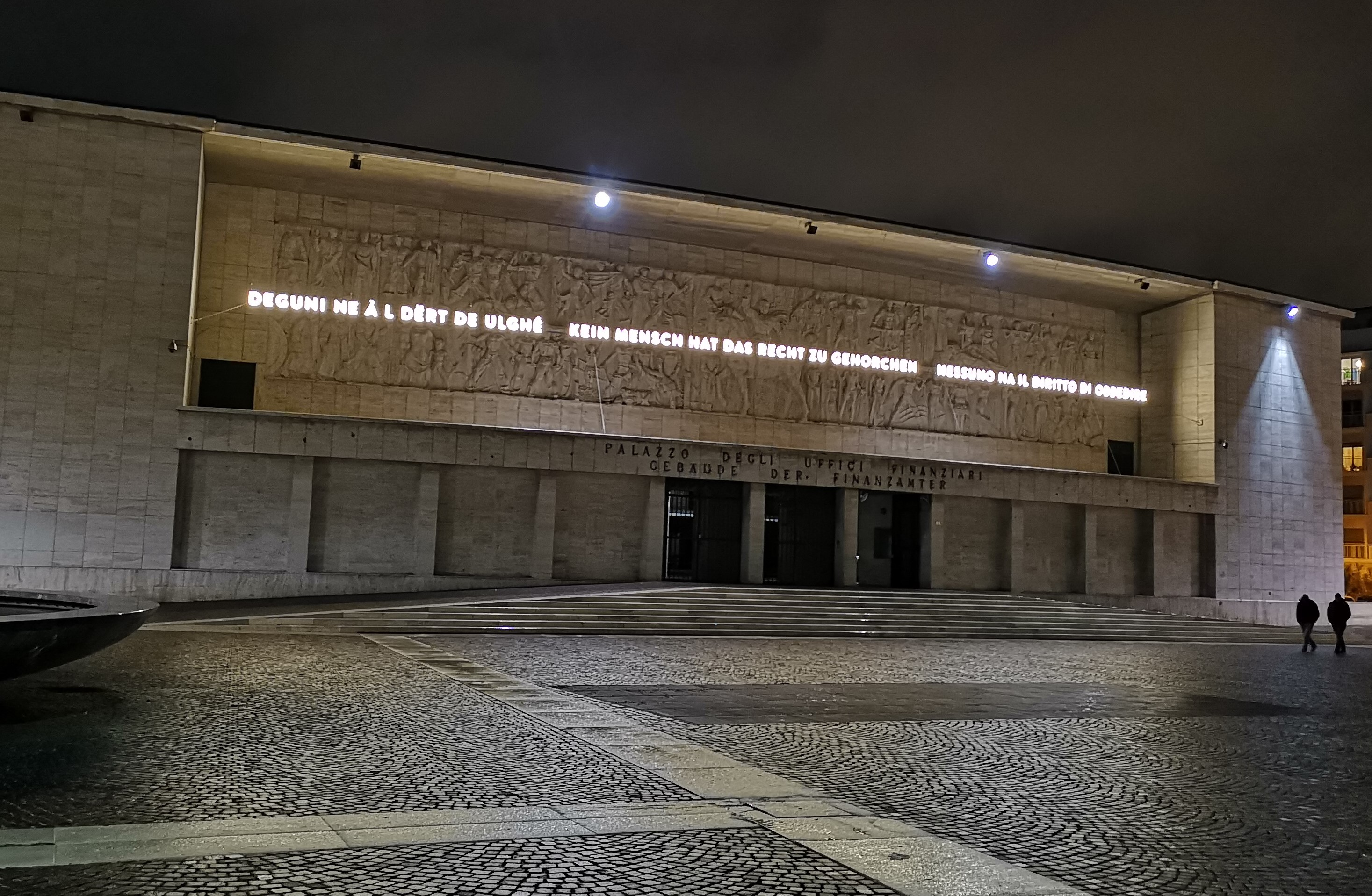
Die ehemalige Casa Littoria nach ihrer Historisierung von 2017

- Eurac Research: ehemaliges Gebäude der faschistischen Jugendorganisation GIL

#### Architektonische Zeugnisse aus der nationalsozialistischen Zeit
- Durchgangslager Bozen (Lagermauer und Gedenkstätte)

### Seilbahnen, Promenaden und Radkunstwege
- Kohlerer Bahn
- Seilbahn Jenesien
- Rittner Seilbahn
- Bozner Wassermauer (Talfer-Promenade)
- St.-Oswald-Promenade
- Guntschnapromenade
- Radkunstweg „Augenreise“ über Kardaun nach Blumau

## Kultur

### Kino und Theater
- Stadttheater Bozen
- Konzerthaus Bozen
- Filmclub Bozen: ein 3-Saal-Kino

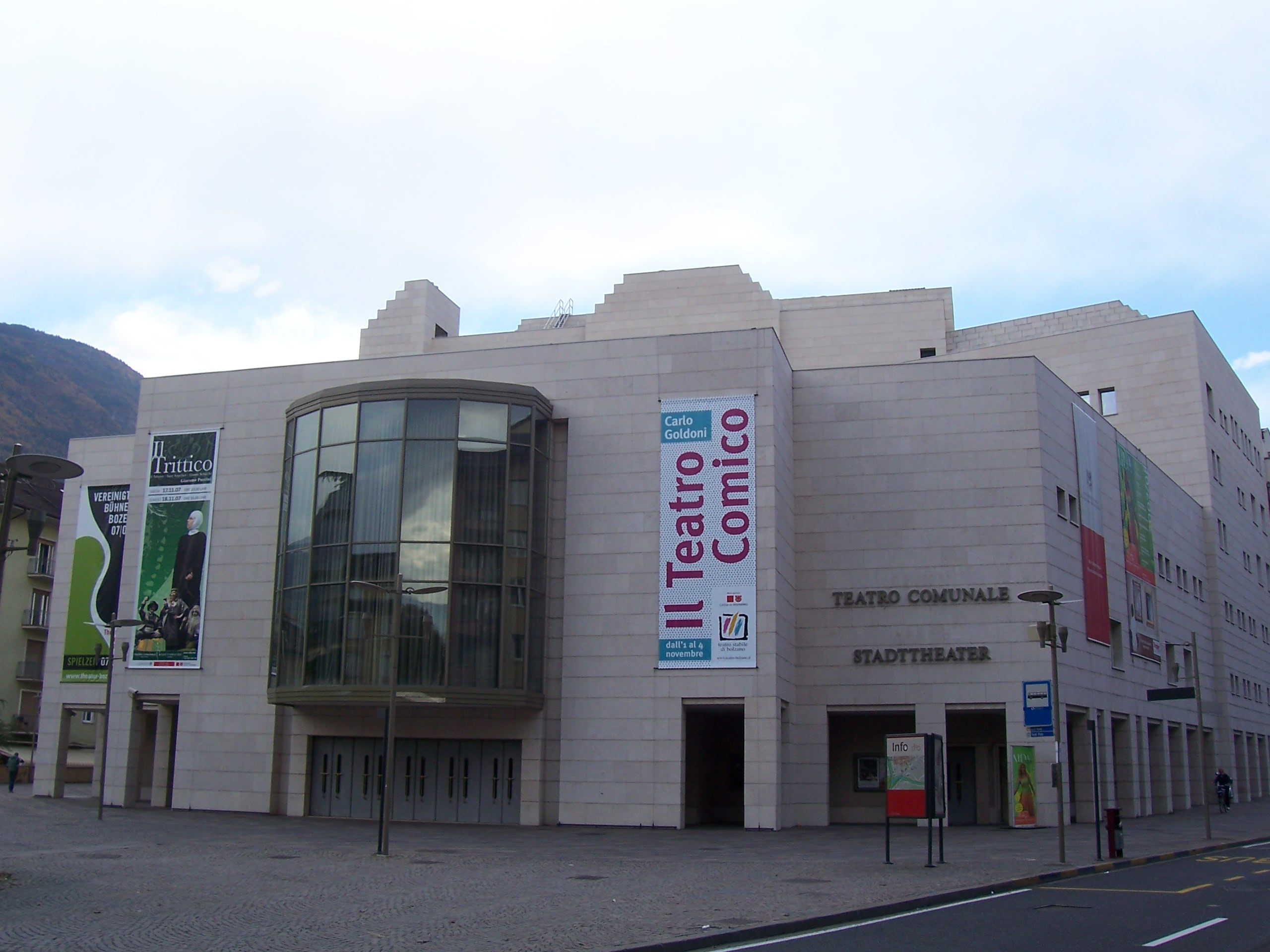
Neues Stadttheater Bozen

- Haus der Kultur Walther von der Vogelweide
- Theater im Hof: Kinder- und Jugendtheater
- Carambolage: Kleinkunst
- Cineplexx: ein 7-Saal-Kino
- UCI Cinema: 6-Saal-Kino im Einkaufszentrum Twenty

In Bozen gibt es auch mehrere Kinos, die Filme in italienischer, deutscher und vereinzelt auch in Originalsprache mit Untertiteln zeigen. Mit dem Concordia-Kino 2005 und dem Eden-Kino 2010 schlossen hingegen alteingeführte Kinos. Ein bekanntes alternatives Kino Bozens ist das 1978 begründete renommierte Programmkino Filmclub Bozen mit drei Sälen, das alljährlich im April die Bozner Filmtage veranstaltet. Am 12. Mai 2009 wurde in Bozen das neue Multiplex-Kino „Cineplexx“ der Betreibergesellschaft Constantin Film eröffnet. Es verfügt über sieben Kinosäle und ist somit das größte Kino in Südtirol.

### Museen

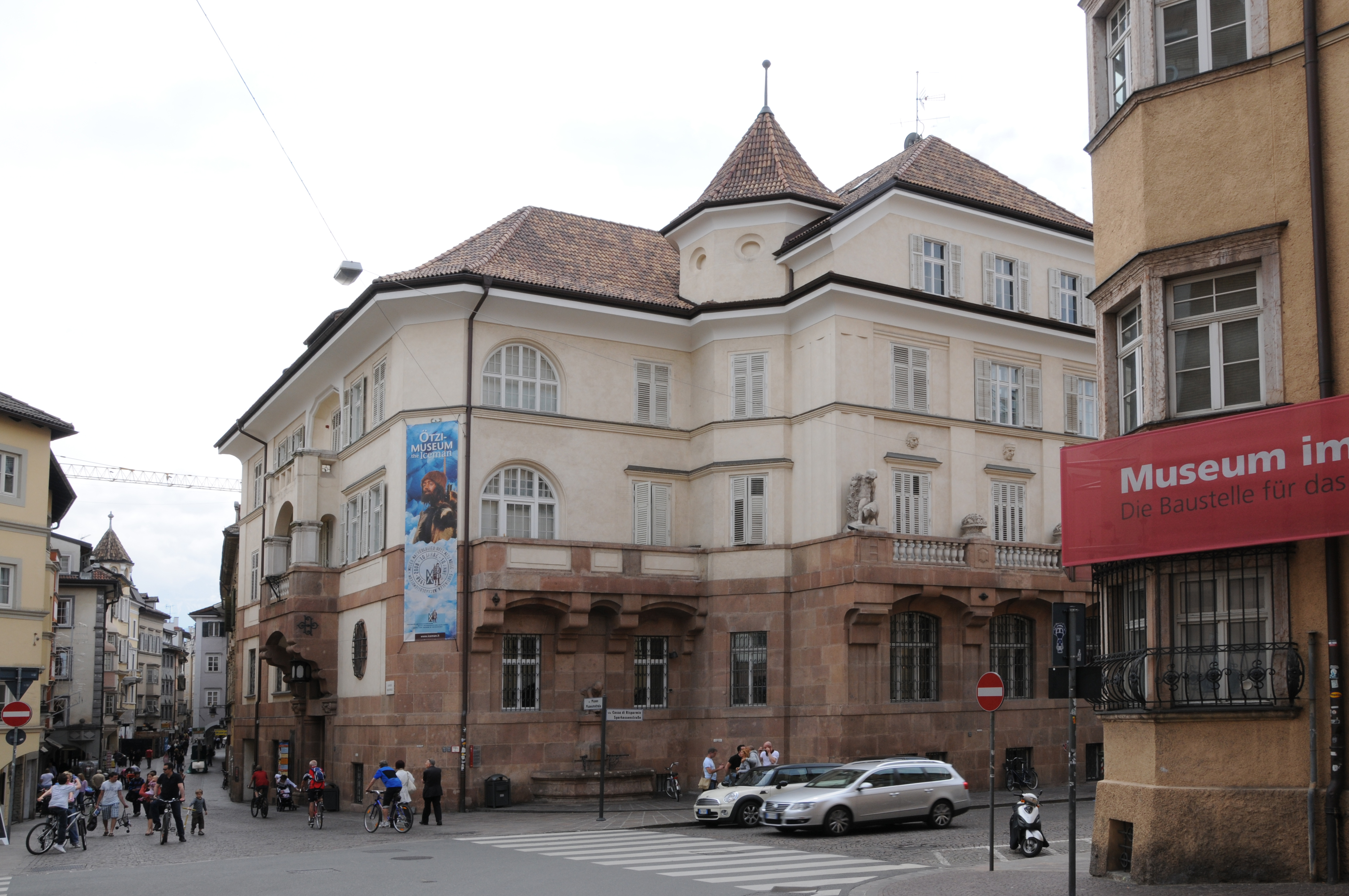
Südtiroler Archäologiemuseum

- Südtiroler Archäologiemuseum: im ehemaligen Gebäude der Österreichisch-Ungarischen Nationalbank (erbaut 1912/13)
- Schloss Runkelstein
- Stadtmuseum
- Naturmuseum Südtirol
- Museion – Museum für moderne und zeitgenössische Kunst
- Merkantilmuseum
- Schulmuseum
- Messner Mountain Museum Firmian
- Domschatzkammer Bozen

### Musik
Bozen kann vier Blasmusikkapellen aufweisen, davon sind drei Kapellen deutscher Muttersprache (Stadtkapelle Bozen, Bürgerkapelle Gries, Musikkapelle Zwölfmalgreien) und eine italienischsprachige Kapelle (Corpo Musicale M. Mascagni).
Die Stadtkapelle Bozen vertrat 2008 das Land Südtirol beim Österreichischen Blasmusikwettbewerb in Feldkirchen in Kärnten und platzierte sich auf dem ersten Platz, wurde somit österreichischer Bundessieger.
In Bozen gibt es zahlreiche Chöre, darunter drei Männergesangvereine, von denen zwei im Männergesangverein Bozen zusammengefasst sind.
Für die professionelle Musikausbildung gibt es in Bozen das Konservatorium „Claudio Monteverdi“, das aus der Musikschule des Bozner Musikvereins hervorgegangen ist.
Im Januar 2005 wurde Bozen zur Guggenmusik-Hauptstadt Europas. 34 Guggenmusiken aus der Schweiz und aus Deutschland haben am 39. Europäischen Guggenmusikfestival teilgenommen.

### Regelmäßige Veranstaltungen
Vom 21. bis zum 25. Juli 2010 war Bozen Austragungsort der 47. Europeade.

### Internationaler Klavierwettbewerb
Der Internationale Klavierwettbewerb Ferruccio Busoni wird seit 1949 in Bozen durchgeführt. Der Bewerb ist programmatisch nach dem italienischstämmigen Pianisten Ferruccio Busoni (1866–1924) benannt, der hauptsächlich in Leipzig und Berlin wirkte und in seiner Person die italienische und deutsche Musikkultur auf das Engste verknüpfte.

## Wirtschaft und Infrastruktur

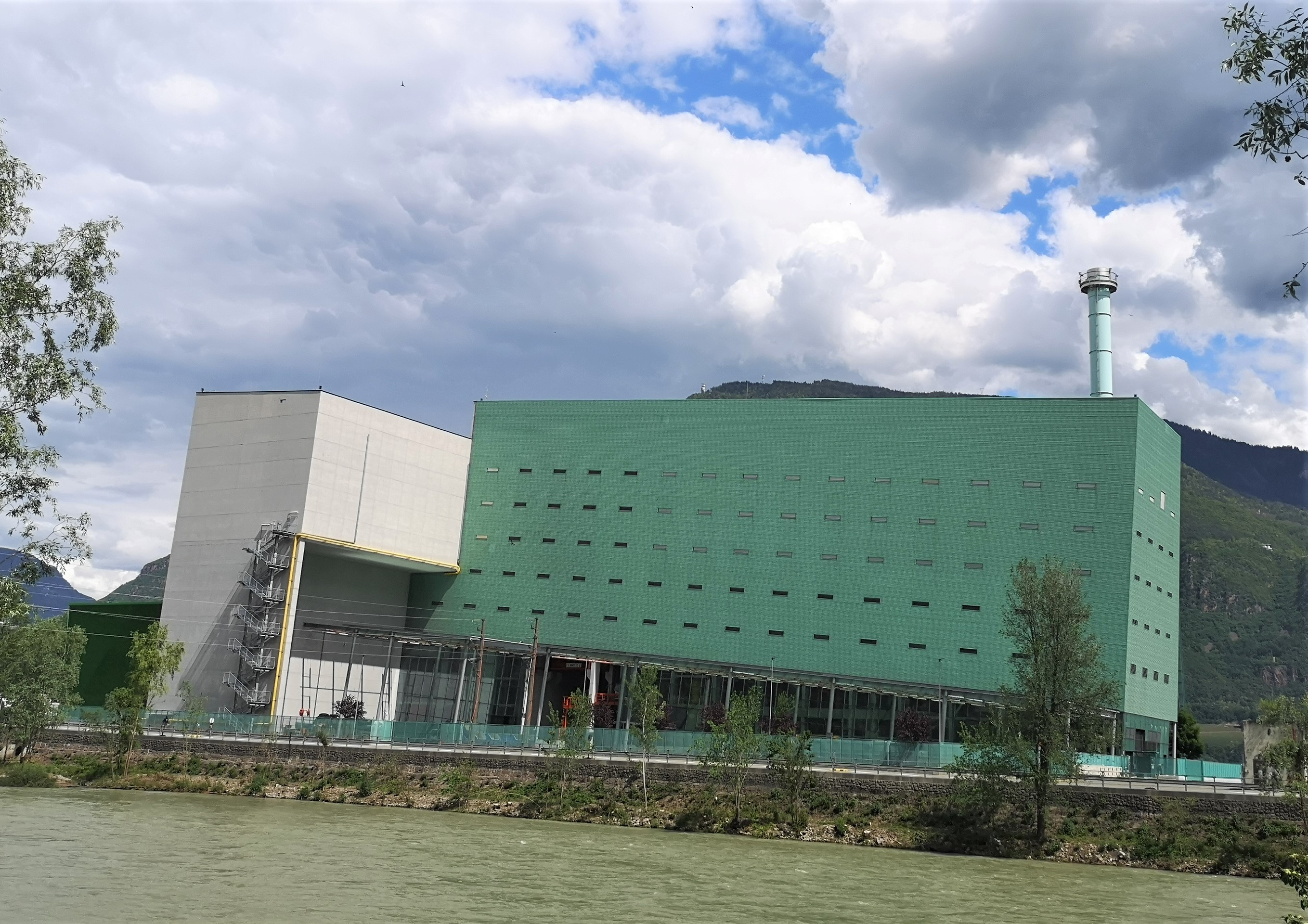
Die Müllverbrennungsanlage in Bozen Süd, die auch der Erzeugung von Fernwärme dient

### Übersicht
Per Stichtag 22. Oktober 2001 waren in Bozen 61.376 Mitarbeiter in 11.672 Arbeitsstätten angestellt. Öffentliche Körperschaften haben mit 315 Arbeitsstätten und 13.835 Angestellten hierbei einen nicht unwesentlichen Anteil. 2.308 Angestellte sind bei Non-Profit-Organisationen tätig. Bozen ist vor Meran (35.000), Brixen (20.000) und Bruneck (10.700) der größte Beschäftigtenstandort Südtirols. Im Industriebezirk Bozen befindet sich der Schwerpunkt des produzierenden Gewerbes.

### Weinanbau

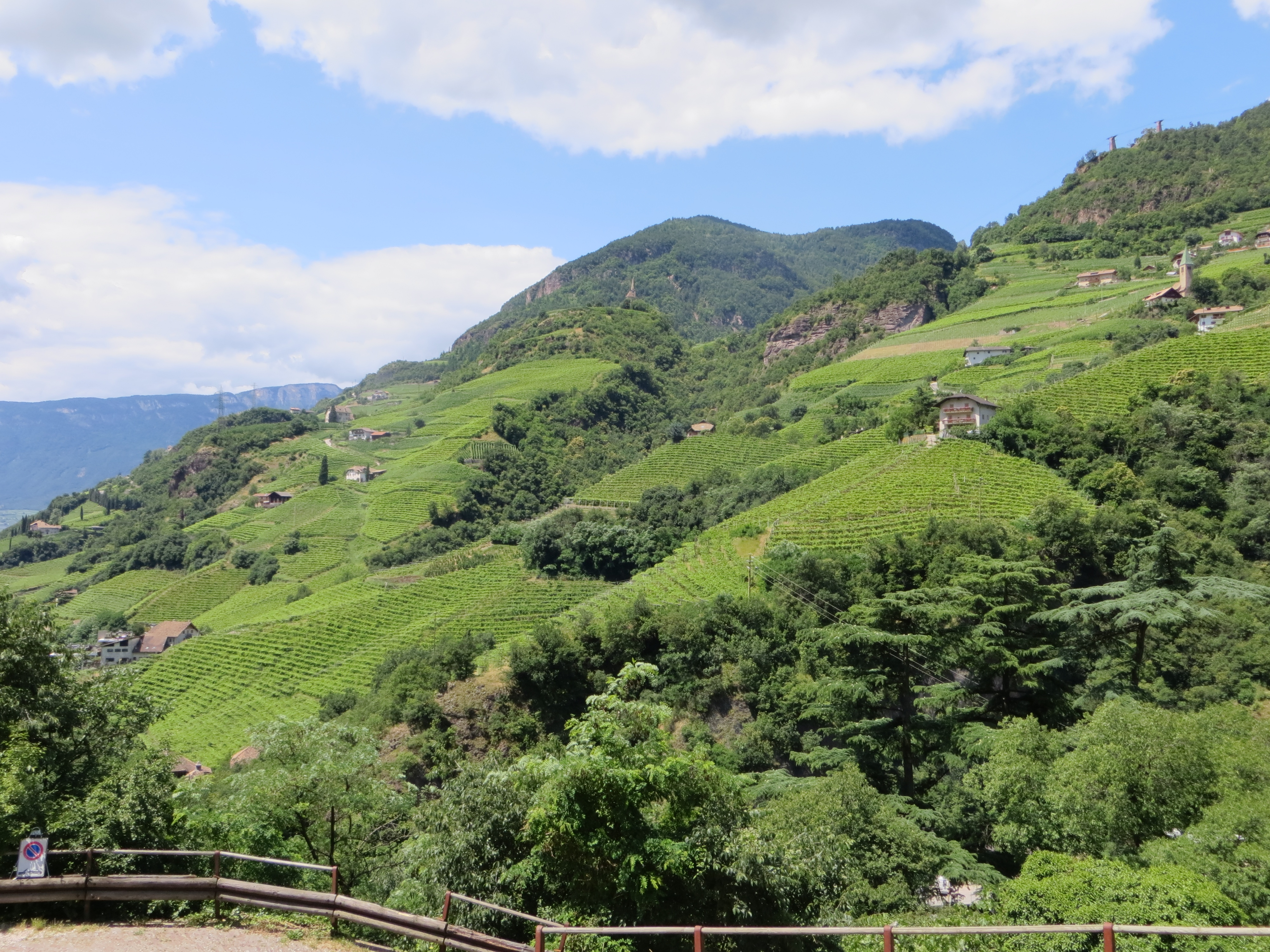
Weingärten im Bozner Leitach bei Bozen

Außerdem gehört Bozen mit einer Anbaufläche von 503 Hektar zu den größten Weinbaugebieten Südtirols. Bozens Weine werden besonders in St. Magdalena, St. Justina und Leitach, am Guntschnaberg und in Gries-Moritzing produziert. Der größte Betrieb ist die Kellerei Bozen.

### Messezentrum

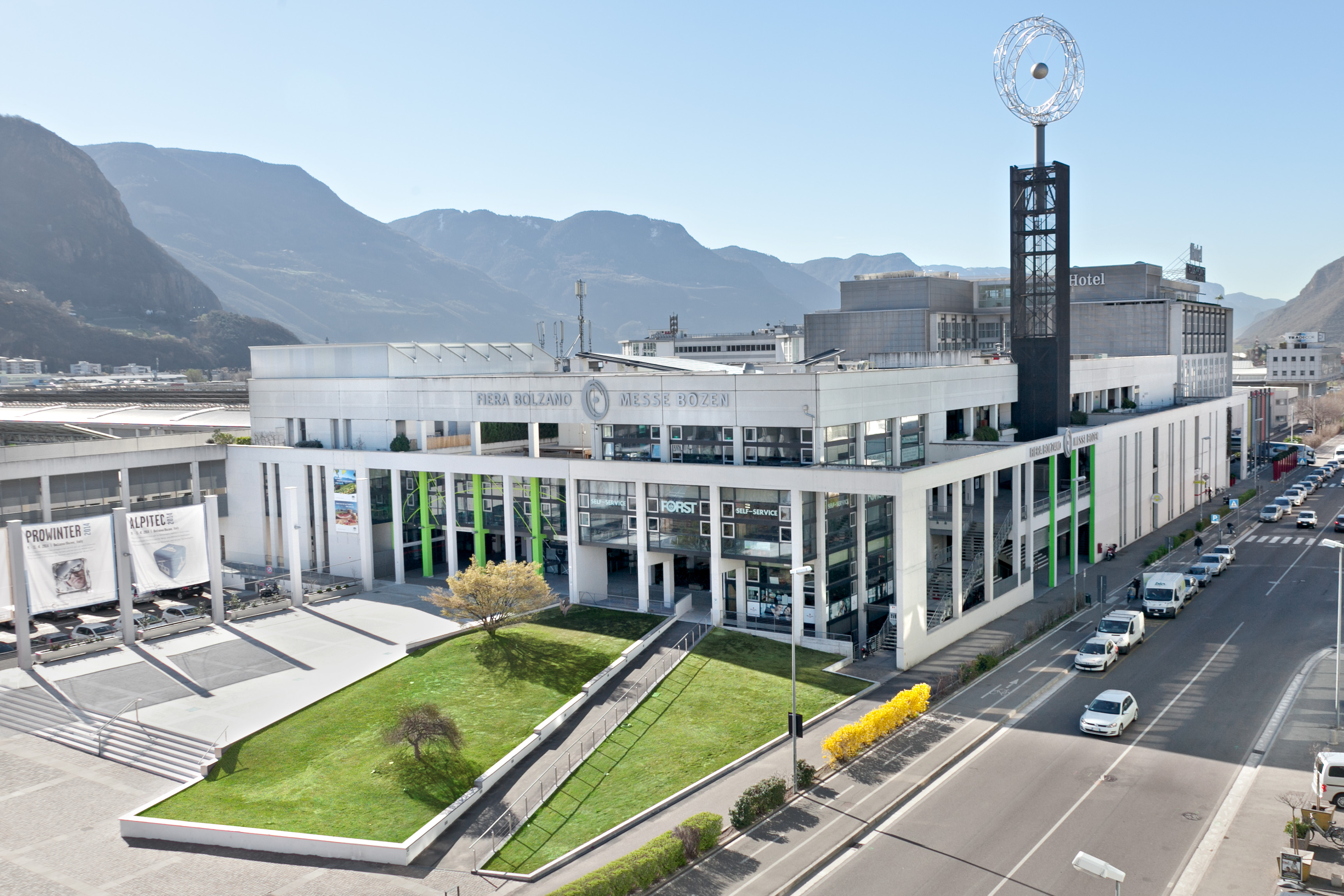
Messegelände der Messe Bozen

In Bozen Süd befindet sich die internationale Messe Bozen, mit Messegelände, Kongresszentrum und Messehotel.

### Technologiepark

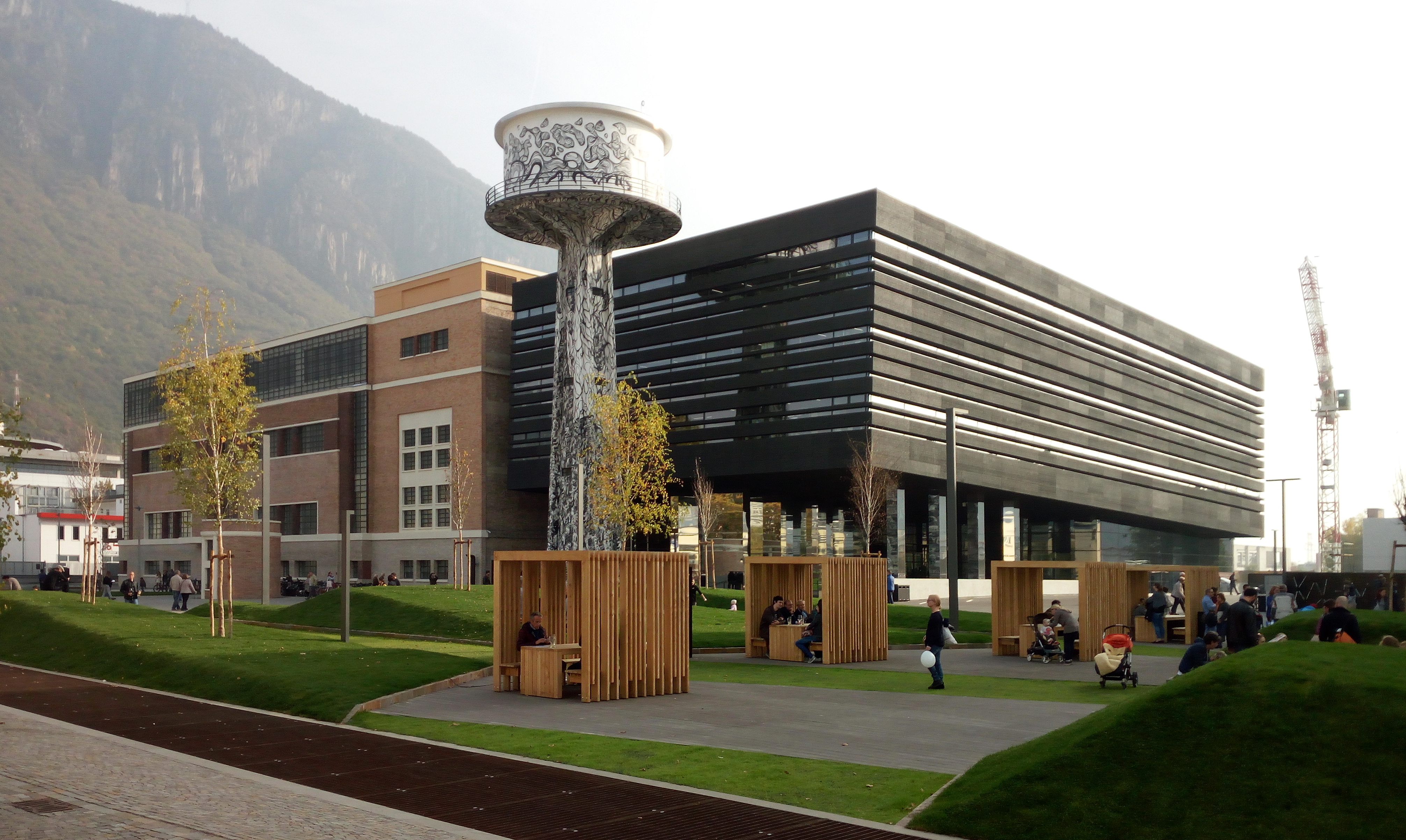
Technologiepark in Bozen-Süd

Mit dem NOI Techpark Südtirol/Alto Adige besteht seit 2017 ein eigener Technologiepark, der, im Süden der Stadt gelegen, sich der Unternehmungsgründung, dem Innovationsprozess sowie der Kooperation und Technologietransfer in vier Bereichen (Green, Alpine, Food und Automation) widmet. Sein Vorläufer bzw. Initiator war der ehemalige Techno Innovation Park South Tyrol (TIS) (seit 2016 IDM Innovation).

### Ansässige Unternehmen

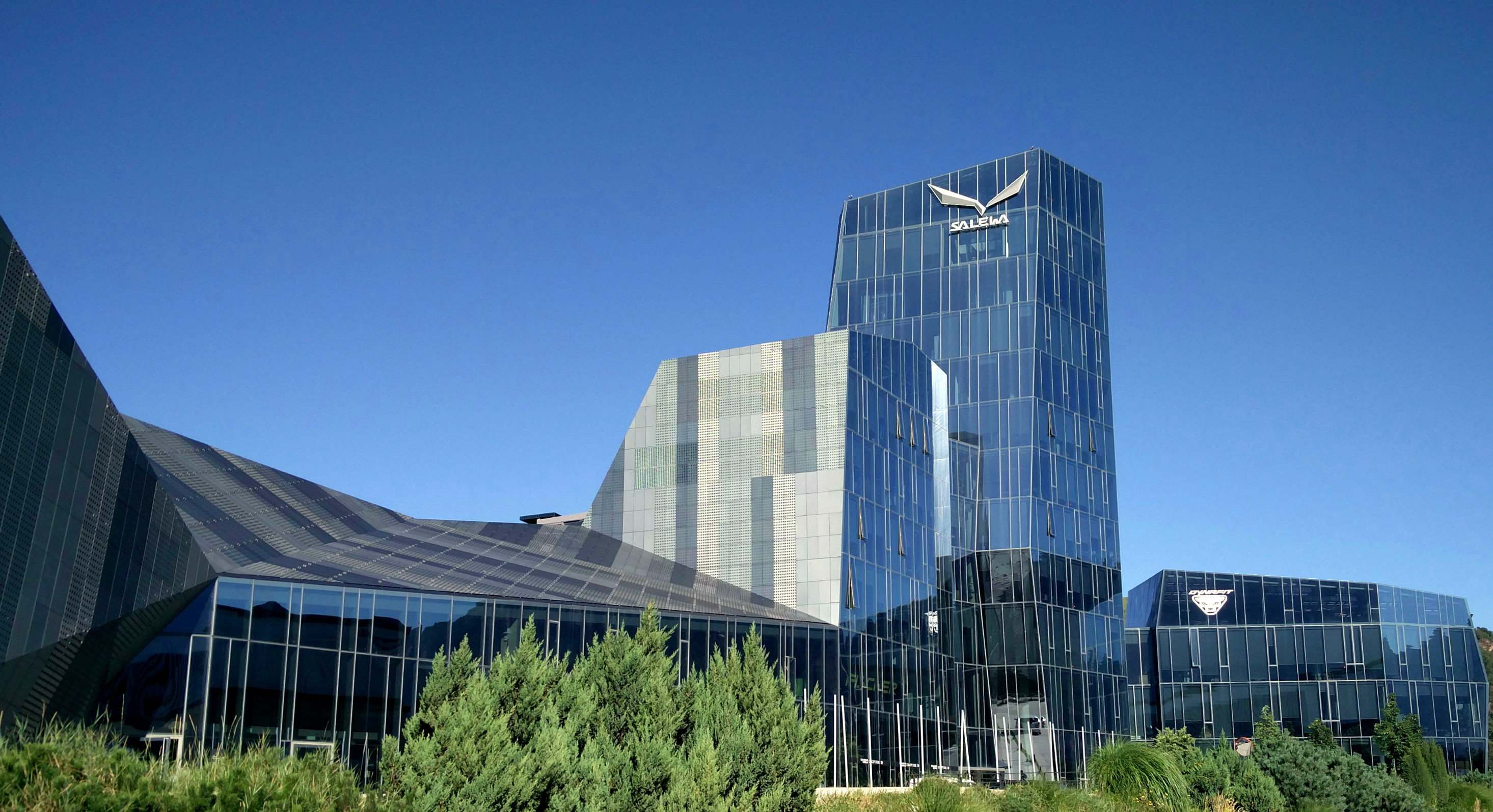
Salewa

Zu den größten in Bozen ansässigen Unternehmen zählen die Einzelhandelskette ASPIAG (Austria SPAR International AG), die Edelstahlwerke Acciaierie Valbruna SPA, das Transport- und Logistikunternehmen Fercam AG und die im Energiesektor tätige Alperia. Auch sind in Bozen die international tätigen Unternehmen Salewa (Oberalp S.p.A., Produkte für den Bergsport), Thun AG (Sammlerobjekte), sowie Außenstellen der Unternehmen FRI-EL Green Power (Erneuerbare Energien) und Iveco (Nutzfahrzeughersteller) ansässig. Zu den regional bedeutsamen Unternehmen zählen außerdem die Bergmilch Südtirol (Milchproduktehersteller), der Hersteller für Multifunktionsglas Glas Müller Vetri Spa, das in der Medizintechnik tätige Unternehmen Health Robotics GmbH, der Beschneiungsanlagenhersteller TechnoAlpin und der Elektronik-Hersteller Microgate GmbH.

### Medien

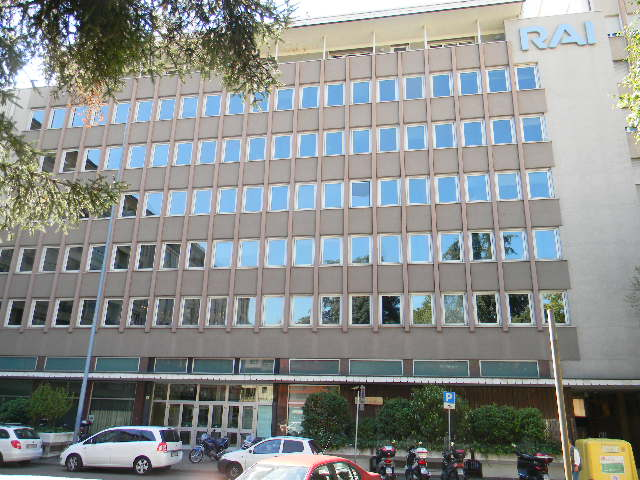
Das Rai-Funkhaus am Mazziniplatz in Bozen

#### Rundfunk- und Fernsehanstalten
Im Rai-Funkhaus Bozen betreibt die Radiotelevisione Italiana (öffentlich-rechtliche Rundfunkanstalt Italiens) mit Rai Südtirol, Rai Ladinia und Rai Alto Adige drei redaktionell eigenständige Abteilungen. Diese produzieren Programme in deutscher, ladinischer und italienischer Sprache.
Auch der private Fernsehsender VB33 hat seinen Sitz in Bozen.
Der Österreichische Rundfunk (ORF) ist ebenfalls in Bozen mit einer eigenen Niederlassung vertreten und sendet täglich das lokale Nachrichtenmagazin Südtirol heute.
Zuständig für die Übertragung von Radio- und Fernsehprogrammen aus Deutschland, Österreich und der Schweiz ist die Rundfunk-Anstalt Südtirol (RAS), eine öffentlich-rechtliche Anstalt mit Sitz in Bozen.

#### Presseerzeugnisse
In Bozen erscheinen folgende Tages- und Wochenzeitungen:
- Dolomiten – die älteste noch erscheinende und meistgelesene deutschsprachige Tageszeitung in Südtirol, herausgegeben von der Verlagsanstalt Athesia
- Neue Südtiroler Tageszeitung – die zweite deutschsprachige Tageszeitung in Südtirol
- Alto Adige – italienische Tageszeitung in Südtirol (Athesia)
- Corriere dell’Alto Adige – Südtiroler Lokalbeilage des Corriere della Sera
- Zett – Sonntagszeitung der Verlagsanstalt Athesia
- ff – Südtiroler Wochenmagazin
- Südtiroler Wirtschaftszeitung (SWZ) – Südtiroler Wochenzeitung
- Der Schlern – Monatszeitschrift für Südtiroler Landeskunde

### Verkehr

#### Straßenverkehr

Brennerautobahn A22 bei Kastelruth

Bozen wird von der Brennerautobahn sowie von der Brennerstaatsstraße durchquert, die vom Unterland kommend hier ins Eisacktal abbiegen und als Teil der Brenner-Transitroute bedeutende Verkehrstrassen zwischen Oberitalien und Mitteleuropa darstellen. Richtung Nordwesten verbindet die Schnellstraße MeBo, ein Abschnitt der SS 38, Bozen mit Meran, der zweitgrößten Stadt Südtirols. Ebenso nehmen in Bozen die SS 42 Richtung Überetsch und die SS 508 ins Sarntal ihren Anfang, knapp östlich von Bozen bei Kardaun zudem die SS 241 ins Eggental.

#### Schienenverkehr

Bahnhof Bozen

Der Bahnhof Bozen liegt an der Brennerbahn, die Innsbruck mit Verona verbindet, und somit an der Eisenbahnachse Berlin–Palermo. In Bozen nimmt auch die Bahnstrecke Bozen–Meran ihren Anfang, die das nordwestlich der Stadt gelegene Burggrafenamt erschließt und an den Haltestellen Bozen Süd, Kaiserau und Sigmundskron weitere Zugangsstellen bietet.

#### Lokaler öffentlicher Personennahverkehr

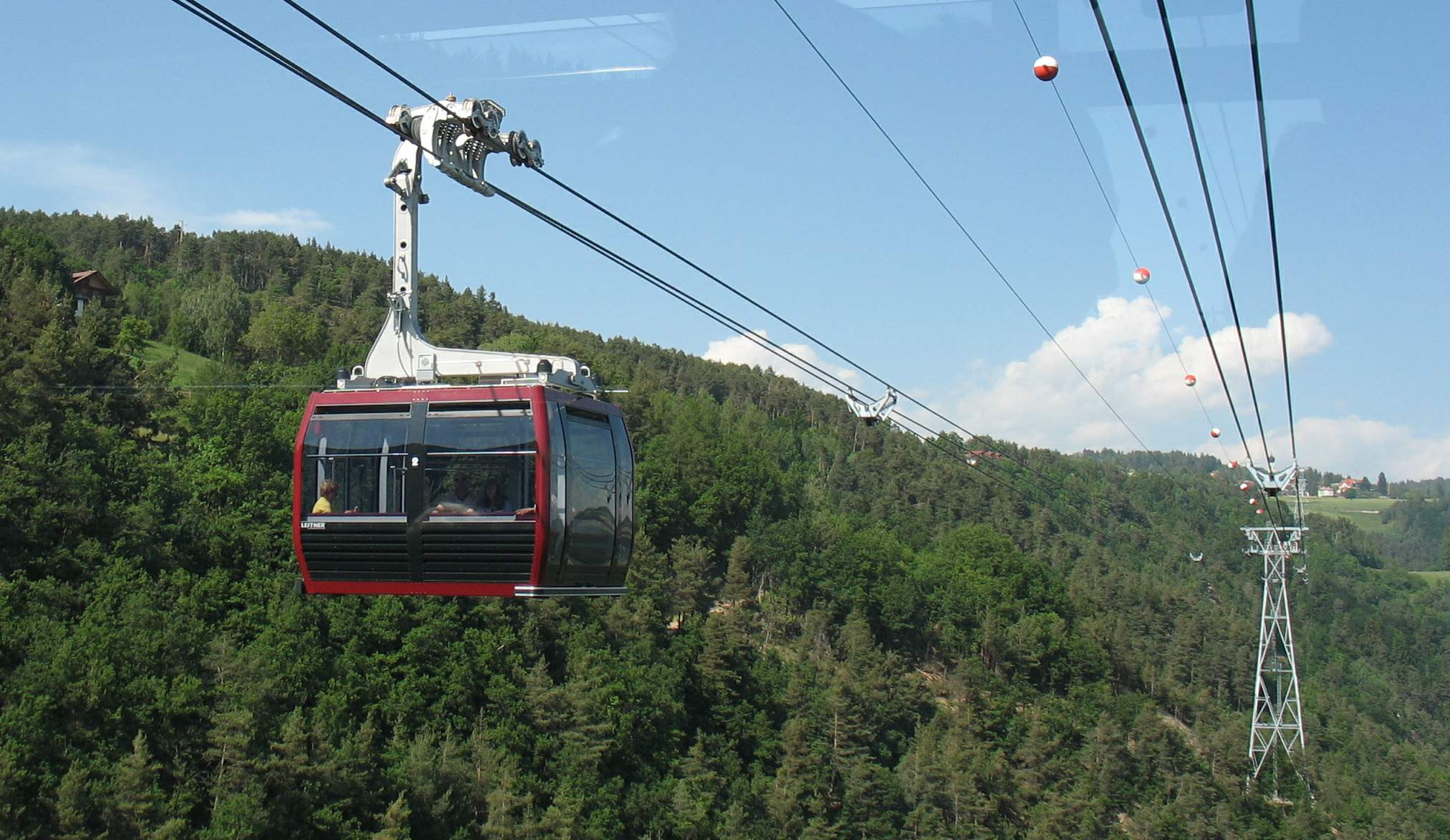
Seilbahn Ritten

Die Altstadt ist für den privaten Verkehr gesperrt. Der innerstädtische öffentliche Verkehr wird heute mit meist methangasbetriebenen Bussen der SASA AG abgewickelt. Regionale Buslinien fahren in alle Bezirke und Täler Südtirols. Der öffentliche Nahverkehr im Stadtgebiet von Bozen und dem näheren Umfeld wurde früher mit Straßenbahnen und Lokalbahnen (z. B. Überetscher Bahn) durchgeführt, wobei die Straßenbahn Bozen 1909 eröffnet und 1948 wieder eingestellt wurde. Allein die ehemalige Stadtstrecke der Rittner Bahn existierte noch bis zur Einstellung des Personenverkehrs auf deren Zahnstangenabschnitt im Jahr 1966.
Besonderen Erfolg im öffentlichen Nahverkehr erwirkte im Jahr 2009 der Neubau der Rittner Seilbahn, die das Stadtzentrum mit Oberbozen auf dem Ritten verbindet. In diesem Jahr wurde die alte Pendelbahn durch eine moderne 3S-Bahn von der Südtiroler Leitner AG ersetzt. Seitdem erfuhr die Bahn einen enormen Zuwachs an Fahrgästen; war sie anfangs vor allem für den Transport von Touristen gedacht, wurde sie auch immer häufiger von Pendlern als öffentliches Nahverkehrsmittel genutzt. Eine zweite Seilbahn, die Kohlerer Bahn, verbindet das Stadtviertel Kampill mit dem Bergdorf Kohlern. Inzwischen eingestellt sind hingegen die Seilbahn Jenesien, die Virglbahn und die Guntschnabahn.
Aufgrund der andauernden Pendlerstaus werden verschiedene Erweiterungen des Öffentlichen Personennahverkehrs in und um Bozen diskutiert. Im Jahr 2019 sollte Bozen eine Straßenbahn erhalten und das Überetsch über eine reaktivierte Überetscher Bahn (entweder als Trambahn oder MiniMetro) angebunden werden. Allerdings verhinderte ein Bürgerentscheid eine Umsetzung. Stattdessen wurde eine Metrobuslinie ins Überetsch realisiert.

#### Radverkehr

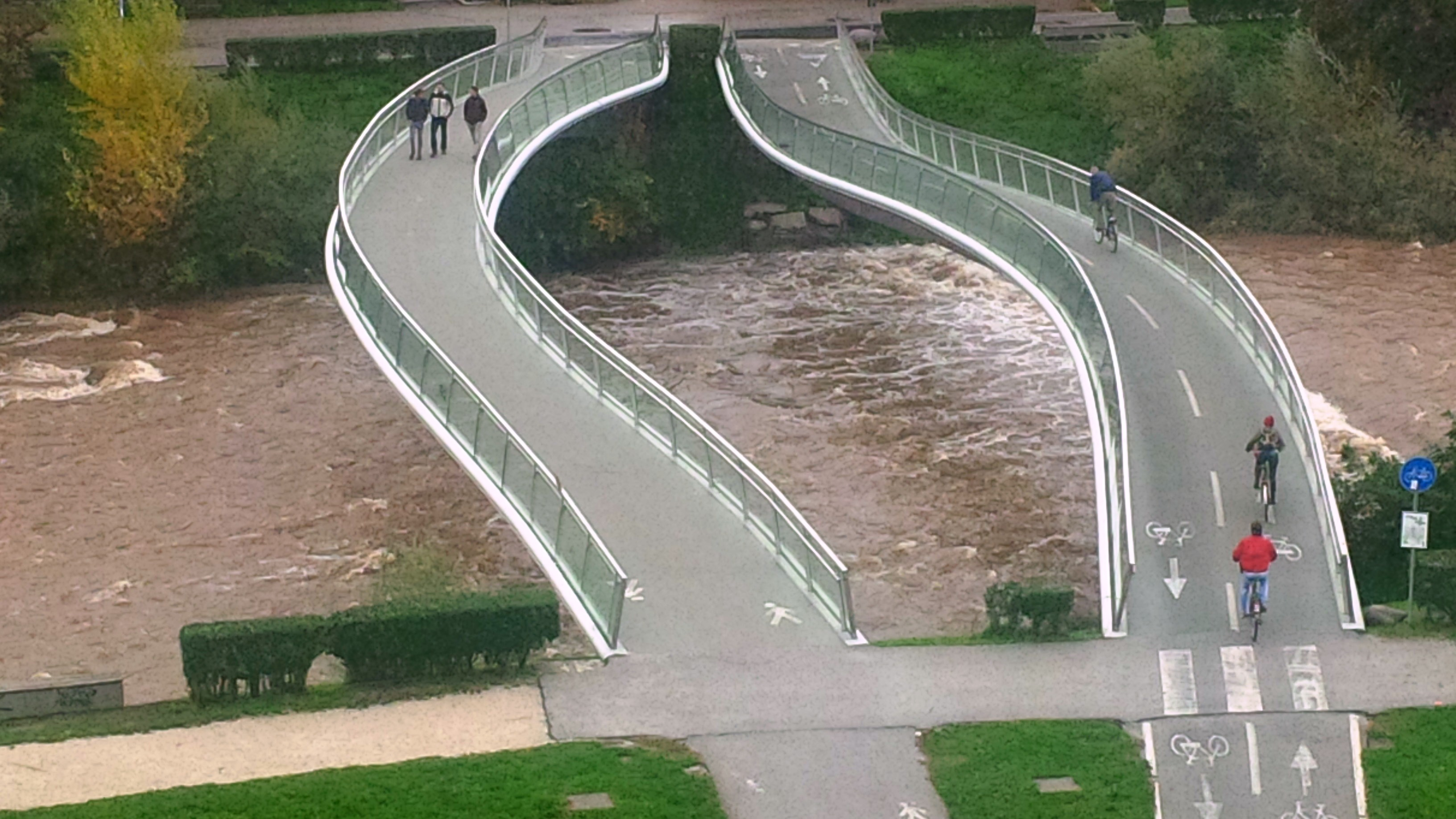
Separierte Fuß- und Fahrradbrücken über den Flusslauf der Talfer

Seit den 1990er Jahren wurden zudem die Radwege systematisch zu einem funktionierenden Netz ausgebaut. Als Markenzeichen können die zweibahnigen Fahrradstreifen mit Mittelstreifen und Gegenverkehr gelten, die baulich vom Autoverkehr getrennt sind. Dadurch liegt der Fahrradanteil am städtischen Verkehr inzwischen bei 30 Prozent.
Drei große Trassen des regionalen Radwegenetzes treffen in Bozen aufeinander: die Radroute 1 „Brenner–Salurn“, die Radroute 2 „Vinschgau–Bozen“ und die Radroute 7 „Bozen–Kaltern“. Im überregionalen Fernradwegenetz werden die zwei erstgenannten auch dem Etsch-Radweg und der Via Claudia Augusta zugeordnet.

#### Flugverkehr

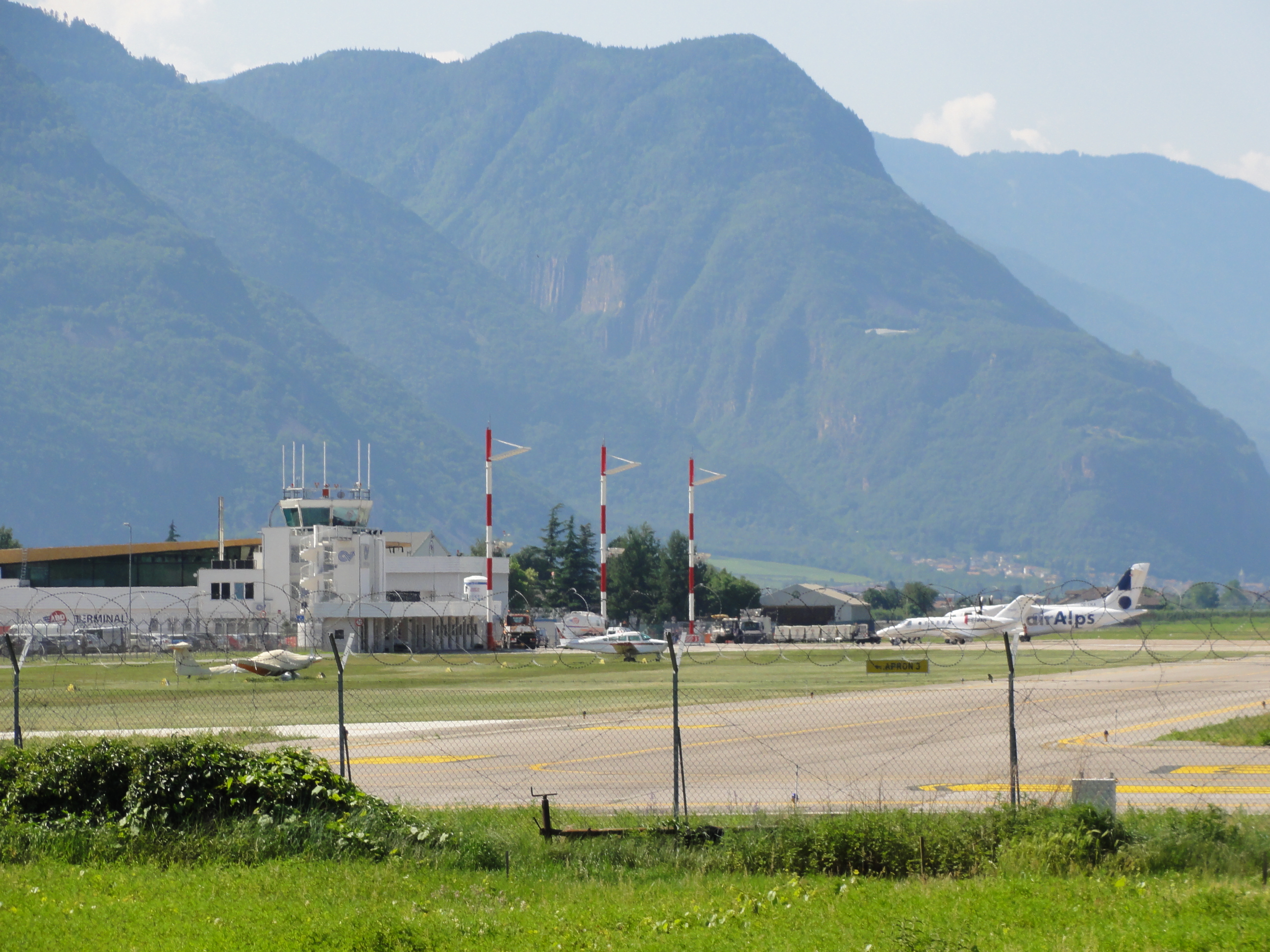
Flughafen Bozen

Der Flughafen Bozen wird von Linienflügen, Charterflügen, der allgemeinen Luftfahrt und dem Militär genutzt.

### Öffentliche Einrichtungen

#### Gesundheitswesen
In Bozen gibt es ein öffentliches Krankenhaus, das Zentralkrankenhaus Bozen des Südtiroler Sanitätsbetriebs. Daneben gibt es vier private Kliniken: die „Marienklinik“, die Klinik „Bonvicini“, die „Villa Melitta“ und die „City Clinic Bozen“. Das älteste Altersheim ist das ehemalige Armenhaus in der Rauschertorgasse, es wird wie ein weiteres privat geführt, ist aber mit den kommunalen Sozialdiensten konventioniert, die selbst vier Altersheime und mehrere Tagesstätten für Senioren führen. Am Stadtrand von Bozen befindet sich das vom Gesundheitsbezirk Bozen geführte Langzeitpflegeheim Firmian. Die ehemalige Heilanstalt Grieserhof ermöglicht seit ihrem 2017 abgeschlossenen Umbau altersgerechtes Wohnen.

#### Justizwesen
In Bozen befinden sich alle relevanten Gerichtsbehörden Südtirols. Neben dem im Justizpalast angesiedelten Landesgericht Bozen ist insbesondere das im Ansitz Gerstburg beheimatete Verwaltungsgericht zu nennen.

#### Friedhöfe

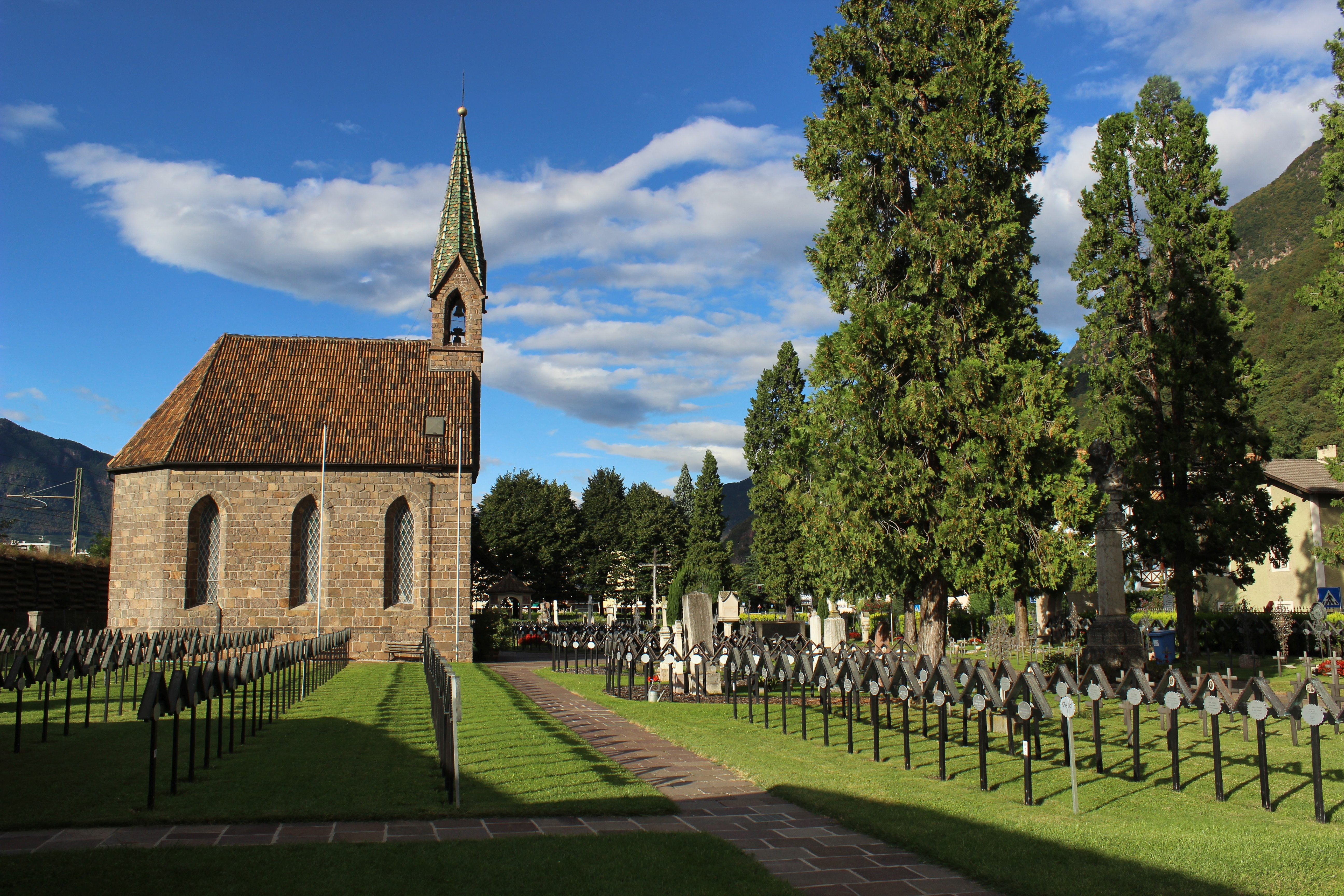
Maria-Hilf-Kapelle im Österreichischen Soldatenfriedhof

Der Friedhof in Oberau dient seit den 1930er Jahren – in Nachfolge des älteren, südlich der Dompfarrkirche gelegenen und inzwischen aufgelassenen Zentralfriedhofs – als öffentlicher Hauptfriedhof der Gemeinde Bozen. Er zeichnet sich durch einen parkartigen Charakter aus und liegt am Hangfuß des Kohlerer Bergs im Stadtviertel Oberau-Haslach. Ebenfalls unter der Kontrolle der Gemeinde stehen die beiden weiteren Friedhöfe in Gries und in Sankt Jakob, welche jedoch direkt von den örtlichen Pfarreien verwaltet werden. Den in St. Jakob gelegenen Österreichischen Soldatenfriedhof betreut der 1874 gegründete Militär-Veteranen-Verein Bozen (im Österreichischen Schwarzen Kreuz).

## Bildung und Forschung

### Primar- und Sekundarschulen
In Bozen gibt es zahlreiche Bildungseinrichtungen, die – wie in Südtirol üblich – im Bereich der öffentlichen Primar- und Sekundarstufen nach Sprachgruppen aufgeschlüsselt sind.

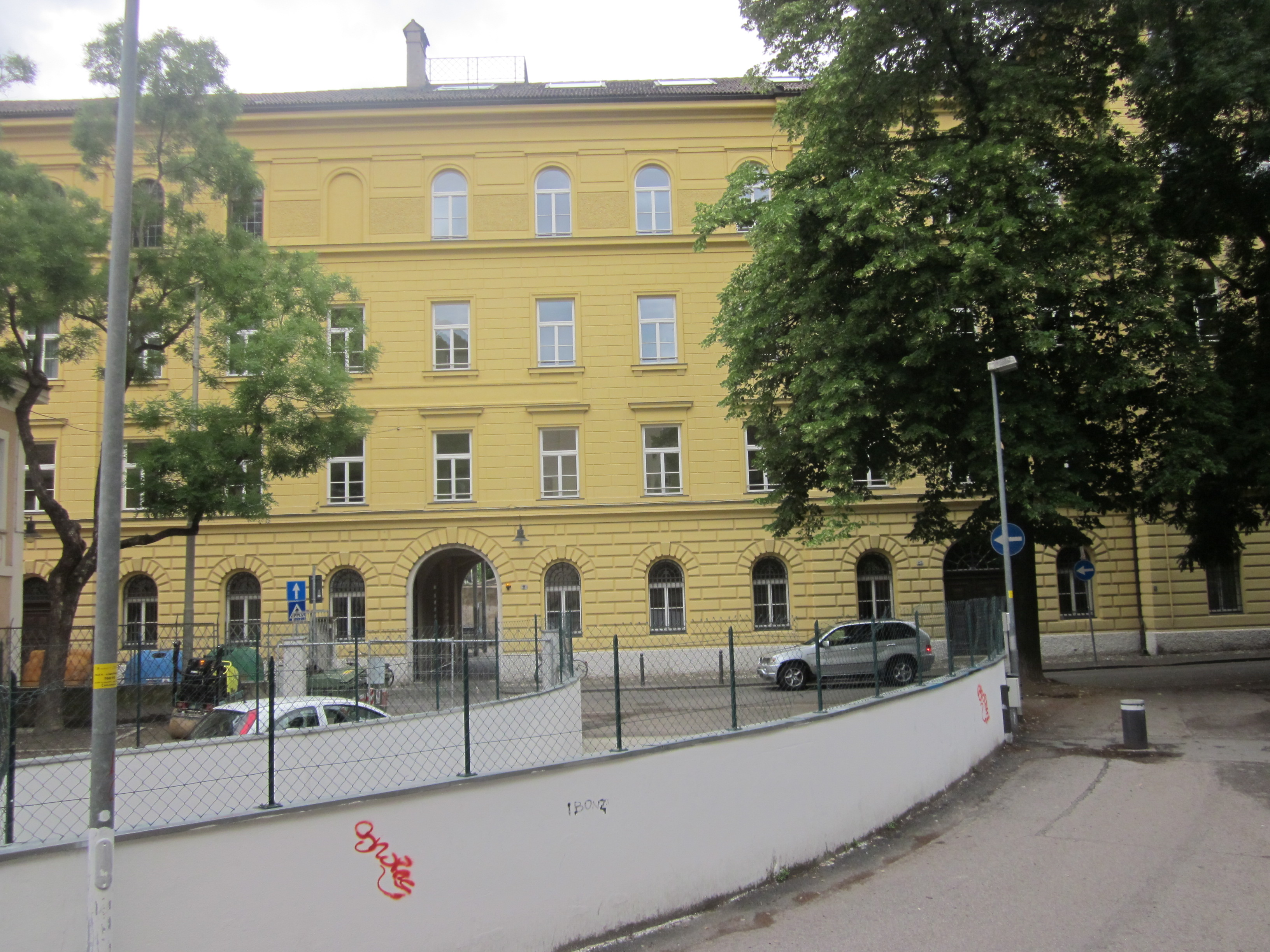
Franziskanergymnasium

Deutschsprachige Schulen: In Bozen gibt es acht deutschsprachige öffentliche Grundschulen, davon drei im Stadtviertel Zentrum-Bozner Boden-Rentsch, zwei in Gries-Quirein sowie jeweils eine in Oberau-Haslach, Europa-Neustift und Don Bosco. Die vier Mittelschulen verteilen sich auf Zentrum-Bozner Boden-Rentsch, Gries-Quirein, Oberau-Haslach und Europa-Neustift.
Das Angebot an deutschsprachigen weiterführenden Schulen ist das umfangreichste Südtirols und bedient mit verschiedenen Gymnasien, Technologischen Fachoberschulen, Wirtschaftsfachoberschulen und Berufsschulen auch Schüler zahlreicher anderer Gemeinden der Umgebung. Zu nennen sind insbesondere das Klassische, Sprachen- und Kunstgymnasium „Walther von der Vogelweide“, das Realgymnasium Bozen mit der angeschlossenen Fachoberschule für Bauwesen „Peter Anich“, die Technologische Fachoberschule „Max Valier“, die Wirtschaftsfachoberschule „Heinrich Kunter“ und das Sozialwissenschaftliche Gymnasium mit der angeschlossenen Fachoberschule für Tourismus „Robert Gasteiner“. Berufsbildende Schulangebote stellen die Landesberufsschule für Handel und Grafik „Johannes Gutenberg“, die Landesberufsschule für Handwerk und Industrie, die Landesberufsschule für Sozialberufe „Hannah Arendt“ und die Fachschule für Hauswirtschaft und Ernährung dar. An Privatschulen bestehen das Franziskanergymnasium Bozen und das Sozialwissenschaftliche Gymnasium „Maria Hueber“.
Von 1884 bis 1921 bestand an der Kaiserin-Elisabeth-Schule die K.k. Kunstfachschule Bozen, an der u. a. Tony Grubhofer unterrichtete.
Italienischsprachige Schulen: Der italienischen Sprachgruppe stehen zwölf öffentliche Grundschulen zur Verfügung, von denen sich zwei im Stadtviertel Zentrum-Bozner Boden-Rentsch, drei in Gries-Quirein, zwei in Oberau-Haslach, zwei in Europa-Neustift und drei in Don Bosco befinden. Die insgesamt acht Mittelschulen sind folgendermaßen verteilt: eine in Zentrum-Bozner Boden-Rentsch, zwei in Gries-Quirein, eine in Oberau-Haslach, zwei in Europa-Neustift und zwei in Don Bosco.
Zu den zahlreichen weiterführenden Schulen gehören das Klassische und Sprachengymnasium „Giosuè Carducci“, das Realgymnasium „Evangelista Torricelli“, das Sozialwissenschaftliche und Kunstgymnasium „Giovanni Pascoli“, die Wirtschaftsfachoberschule „Cesare Battisti“, das aus Realgymnasium und Technologischer Fachoberschule bestehende Oberschulzentrum „Galileo Galilei“, die Fachoberschule für Bauwesen „Andrea e Pietro Delai“, das verschiedene Schultypen umfassende Oberschulzentrum „Claudia de’ Medici“, sowie die Landesberufsschulen „Luigi Einaudi“ und „Emmanuel Lèvinas“. Bekannte Privatschulen sind das „Istituto Marcelline“, das „Istituto Sandro Pertini“, das „Istituto Rainerum“ und das „Istituto Walther“.

### Hochschulen

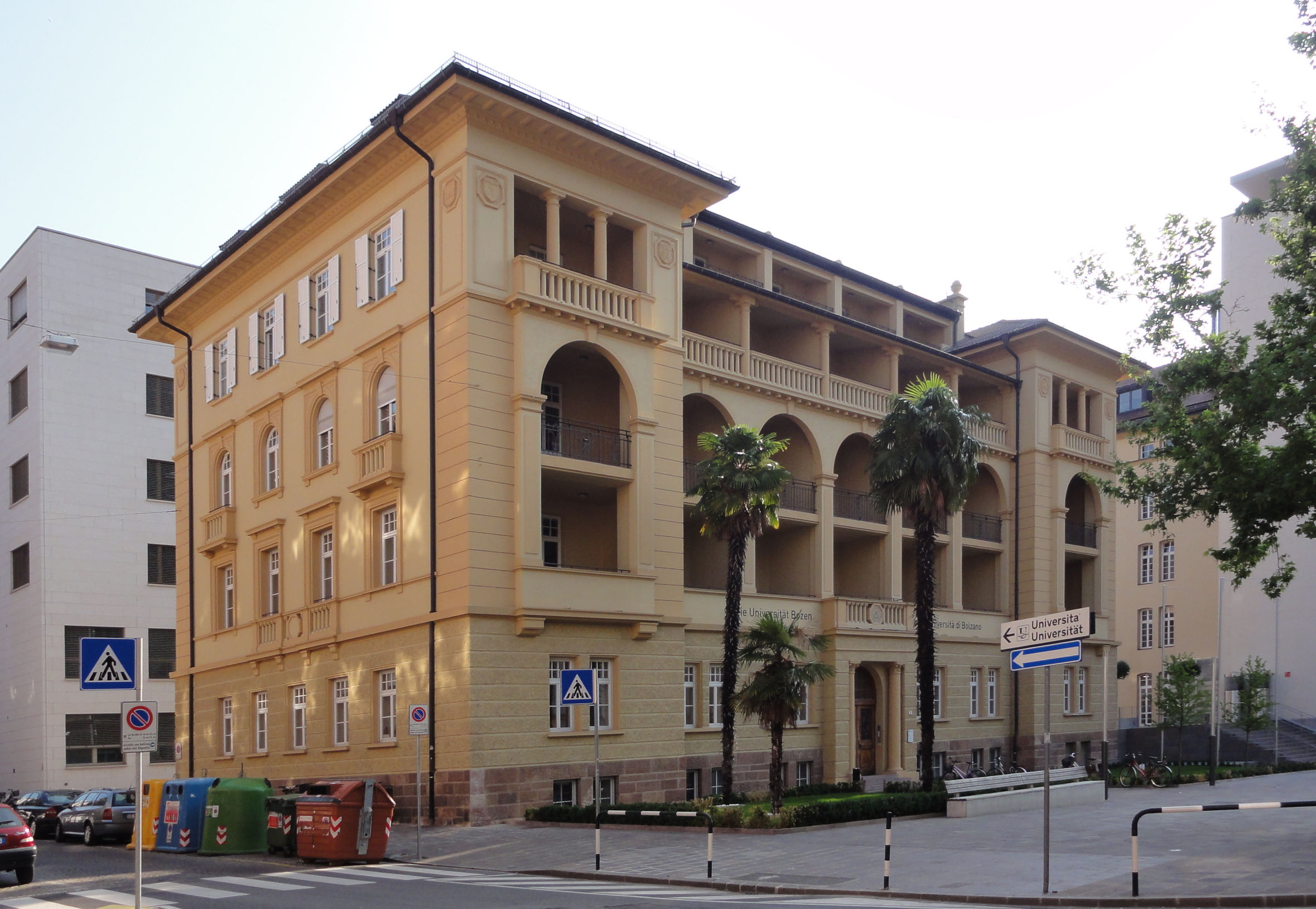
Freie Universität Bozen (Rektorat)

Seit 1998 ist Bozen Sitz der Freien Universität Bozen (FUB) und somit Universitätsstadt. Die Freie Universität Bozen bietet dreisprachige Studiengänge in den Sprachen Deutsch, Italienisch und Englisch an. Neben der Universität bieten das Universitäre Ausbildungszentrum für Gesundheitsberufe Claudiana und das Konservatorium „Claudio Monteverdi“ Bozen fachspezifische Hochschulausbildungen an.

### Bibliotheken und weitere Bildungseinrichtungen
In Bozen sind zwei wissenschaftliche Bibliotheken angesiedelt: die Landesbibliothek „Dr. Friedrich Teßmann“ mit ihrer umfassenden Tirolensien-Sammlung und die Bibliothek der Freien Universität Bozen.
1954 wurde das Südtiroler Kulturinstitut gegründet. Es pflegt Kontakte zum deutschen Kulturraum und organisiert Theatergastspiele, Gastkonzerte, Ausstellungen, Autorenlesungen und wissenschaftliche Tagungen.
Die Filmschule ZeLIG bietet eine Ausbildung im Bereich Dokumentarfilm, Fernsehen und Neue Medien an.

### Forschung
Mit der Freien Universität Bozen und Eurac Research sind in Bozen die bedeutendsten Forschungseinrichtungen Südtirols angesiedelt. Die Universität engagiert sich dabei überwiegend in den Fachbereichen ihrer Fakultäten, also Ökonomie, Informatik, Natur-, Ingenieur- und Bildungswissenschaften. Die elf Institute des 1992 gegründeten Forschungszentrums Eurac Research arbeiten interdisziplinär zu den Themenkomplexen Autonomien, Gesundheit, Berge und Technologien.
Der historischen Quellenforschung dienen u. a. das Südtiroler Landesarchiv, das Staatsarchiv Bozen und das Stadtarchiv Bozen.

## Sport
Die Stadt Bozen beherbergt jedes Jahr mehrere sportliche Events und ist Geburtsort vieler Sportler. Laut einigen Studien ist Bozen im Vergleich zu den anderen italienischen Städten diejenige, in der die Bevölkerung am meisten sportliche Aktivitäten betreibt. Bozen ist auch Sitz des italienischen Faustballverbandes.

### Sportstätten

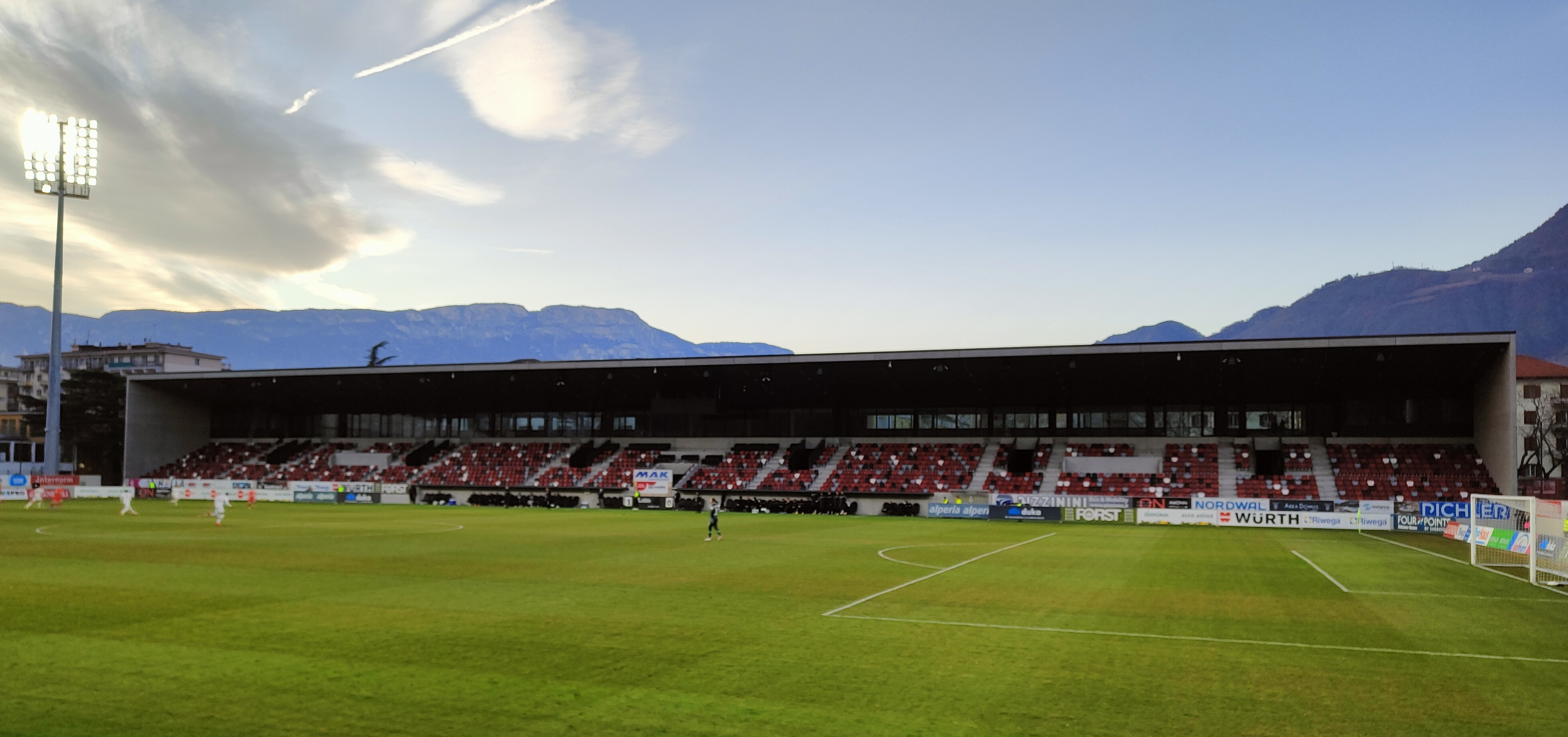
Drusus-Stadion

- Sparkasse Arena (früher Eiswelle-Palaonda) – Hockeystadion: Bis vor den Olympischen Winterspielen 2006 in Turin war es das größte Hockeystadion Italiens mit 7220 Plätzen.
- Drusus-Stadion: Fußballstadion mit einer Kapazität von 5500 Zuschauern
- Europastadion – American-Football-Stadion: mit Kunstrasen und einer Kapazität von 3000 Sitzplätzen (auch für Rugby genutzt).
- Baseballfeld Tiziano Lazzarini
- Stadthalle/Palasport/PalaResia: Beherbergt mit seinen 2608 Sitzplätzen die meisten sportlichen Events, Konzerte und Vorstellungen (auch Fernseh-Shows)
- Sportzone Pfarrhof in Oberau-St. Jakob, Mehrzweckanlage[56]
- Sporthalle Paola Mazzali
- Schwimmbad: mit 50-m-Becken und 10-Meter-Turm
- Zwei Hallenbäder mit Kurzbahnen: werden auch für Wettkämpfe genutzt, eines davon (Hallenbad Karl Dibiasi) verfügt auch über einen 10-Meter-Turm

### Eishockey

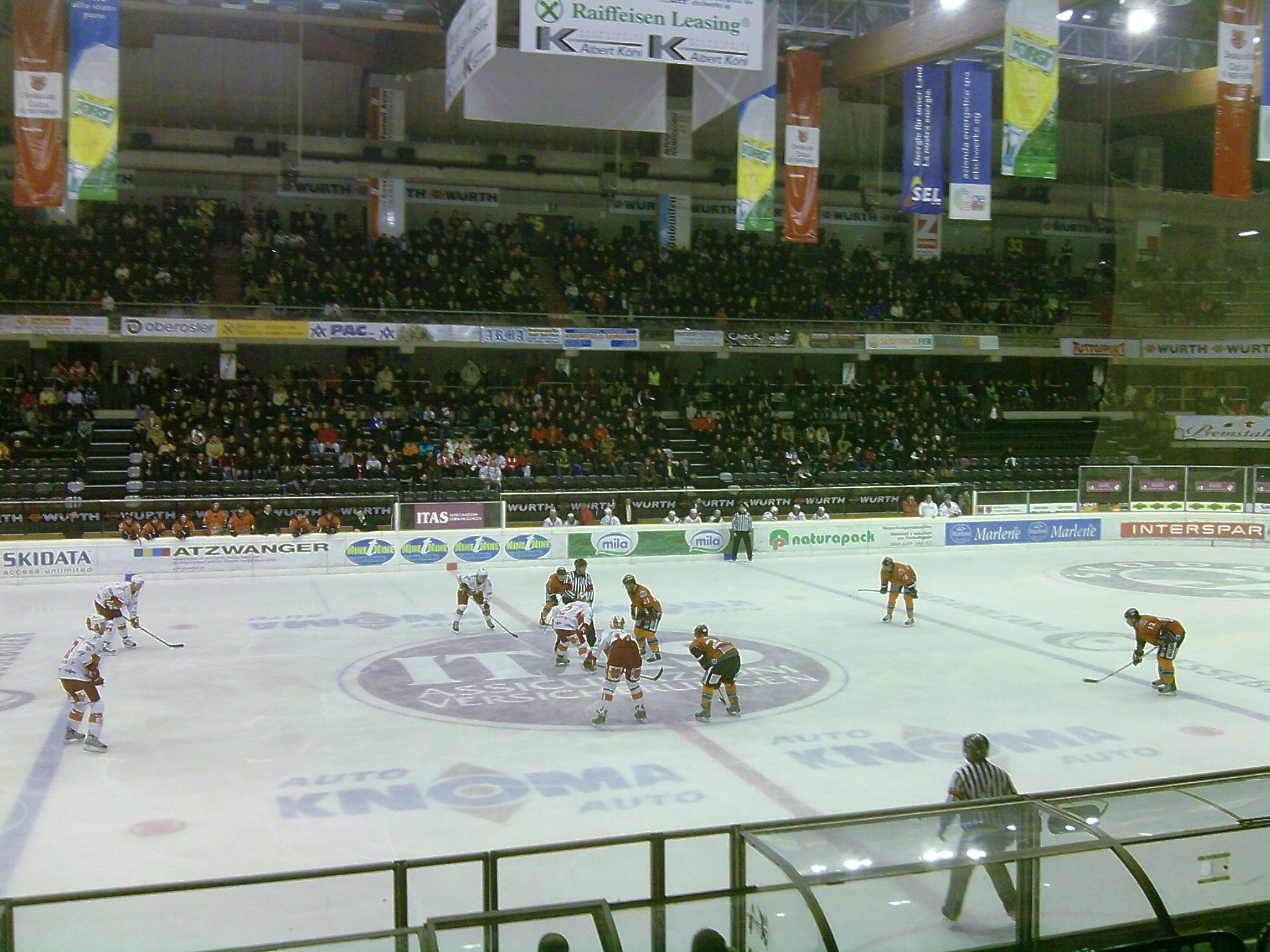
Heimspiel des HC Bozen 2009 im IIHF Continental Cup

Zusammen mit Mailand und Canazei hat Bozen die Eishockey-Weltmeisterschaft der Herren 1994 beherbergt. Die lokale Eishockeymannschaft, der HC Bozen Foxes, ist mit 19 Meistertiteln, 3 Coppa Italia, 4 Supercoppa Italiana, 1 Alpenliga, 1 Europäischer Supercup-Titel und 2 EBEL-Siege die erfolgreichste Mannschaft Italiens.
Die zweite Bozner Mannschaft ist der EV Bozen 84, der seit 2010 wieder in der Serie A2 spielt.
Auch bei den Frauen war Bozen in Italien führend; der Hockey Club Eagles Bozen, aufgelöst im Jahr 2008, gewann insgesamt sieben Meistertitel. Die Nachfolgemannschaft EV Bozen 84 Eagles hat sechs der sieben Meisterschaften gewonnen, an denen sie teilgenommen hat.

### Fußball
Nach mehr als 30 Jahren Abstinenz war mit dem FC Südtirol ab der Saison 2010/11 wieder ein Südtiroler Verein in der dritten Liga vertreten. In der Saison 2021/22 gelang der Aufstieg in die Serie B. Der FC Südtirol trägt seine Heimspiele in Bozen aus, sein Trainingszentrum liegt im benachbarten Eppan.

### Radsport
Bozen war oft Etappenort des Giro d’Italia und anderer Radsportevents. Am 25. Mai 2003 endete das Einzelzeitfahren des Giro d’Italia der 15. Etappe mit einem Sieg des Spaniers Aitor González Jiménez in Bozen. Auch im Giro d’Italia 2010 führte die 14. Etappe durch Bozen.
Ganz Südtirol hat ein dichtes Fahrradwegenetz, das besonders im Bozner Raum zahlreiche Verzweigungen und Kreuzungspunkte aufweist.

### Laufsport
Jedes Jahr am 31. Dezember wird seit 1975 in Bozen die BOclassic, ein Straßenlauf über die Distanz von 10 km (für Frauen 5 km) mit internationaler Besetzung, ausgetragen. Die Rekordsieger sind Serhij Lebid und Berhane Adere. Vor dem Eliterennen findet auf demselben Kurs, einer 1250 m langen Runde durch die Altstadt der Sylvesterlauf, ein Volkslauf über 5 km, statt.
Seit 2010 ist Bozen Zielort des bislang in Neumarkt abgehaltenen Südtirol-Marathons.

### Basketball
In Bozen gibt es eine Basketball-Frauenmannschaft, den Basket Club Bozen Iveco Lenzi, die in der Serie A2 eingeschrieben ist. Von der Saison 2003/04 bis zu der 2005/06 spielte sie in der obersten Liga der Serie A1. Gespielt wird im Palazzetto Paola Mazzali, dem Stadion, das der Kapitänin der Mannschaft gewidmet wurde, nachdem sie in einem Verkehrsunfall im August 2006 ums Leben gekommen war.
Daneben gibt es noch zwei Herrenmannschaften:
- Bozen Basket (spielt in der Serie D)
- US Bozner Boden Electrogroup TEC (spielt in der Serie C)

## Literatur

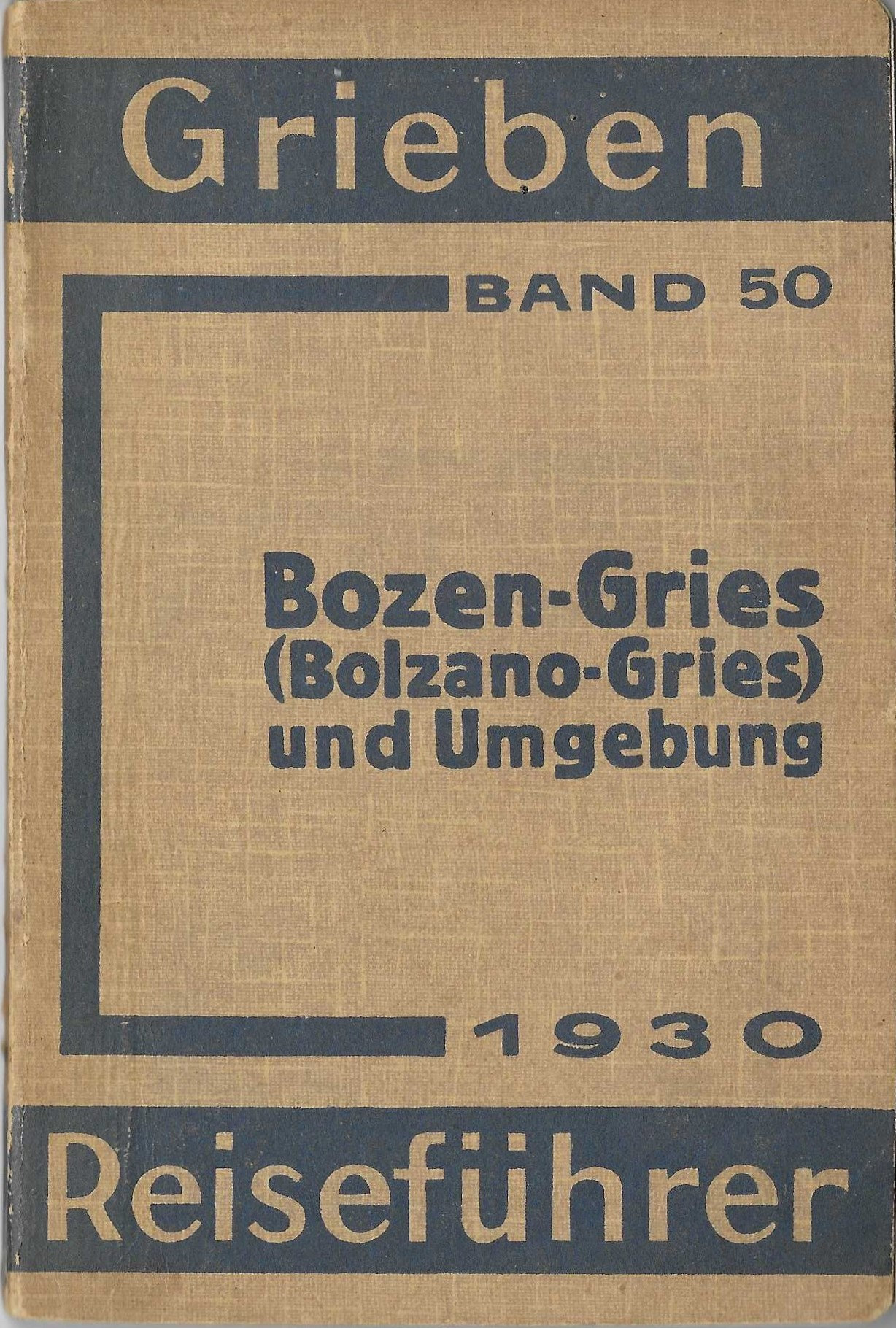
Umschlag des Grieben Reiseführers Band 50 von 1930 (Bozen-Gries und Umgebung)

### Handball
Der SSV Bozen Loacker ist die einzige Handballmannschaft der Stadt und spielt in der Serie A (Kreis Nord). 2012 und 2015 wurde der SSV Bozen sowohl Cupsieger als auch Italienmeister, 2012 auch Supercupsieger.

### Rugby
Seit einigen Jahren wird in Bozen auch Rugby gespielt. Die Sudtirolo Rugby Cavaliers sind die einzige Rugbymannschaft Südtirols und spielen in der italienischen Serie C. Daneben gibt es auch eine Frauenrugbymannschaft, die Red Queens. Die Heimspiele werden im Europastadion ausgetragen.

### Faustball
Bozen ist Italiens einzige Stadt, die eine Faustballmannschaft hat. Die Mannschaft, die zum Sportverein SSV Bozen gehört, ist auch gleichzeitig die italienische Nationalmannschaft. Sie spielte zeitweise in der 1. Österreichischen Bundesliga (FBL).